# Entrée de métro Guimard
Vous lisez un « bon article » labellisé en 2021.
Pour les articles homonymes, voir Entrée, Metro et Guimard.
Une entrée de métro Guimard est un accès à une station du métro de Paris conçu au tout début du XXe siècle par l'architecte de l'Art nouveau Hector Guimard (1867-1942).
Certaines de ces entrées consistent en un édicule couvert plus ou moins important mêlant fer, fonte, verre et lave émaillée ; la plupart sont de simples entourages constitués d'une balustrade et d'un portique en fonte sculptée, dont les hauts candélabres encadrent une enseigne marquée « Métropolitain ».
Dessinés dans le style propre à Guimard, qu'il affirme précisément à ce moment-là contre ses détracteurs, ces accès édifiés à partir du printemps 1900 sont abandonnés après 1913 par la Compagnie du chemin de fer métropolitain de Paris, ancêtre de la RATP. Sur les 167 qui ont été édifiés, la plupart des édicules et près de la moitié des entourages sont détruits au cours des décennies suivant la Première Guerre mondiale, l'Art nouveau étant alors passé de mode.
Ces ouvrages n'en contribuent pas moins à la postérité d'Hector Guimard et à la redécouverte de l'Art nouveau. À partir des années 1960, les installations subsistantes font l'objet de mesures de protection et d'une inscription aux Monuments historiques, tandis que quelques pièces partent à l'étranger.
Les entrées de métro Guimard semblent désormais indissociables du paysage et du caractère de la capitale française, devenant par ailleurs un des emblèmes de l'Art nouveau.

## Historique
Hector Guimard est à l'origine des plus célèbres entrées du métro parisien, installées jusqu'à la veille de la Première Guerre mondiale, alors qu'il n'avait pas participé au concours lancé par la Compagnie du chemin de fer métropolitain de Paris et s'est bientôt retrouvé en conflit avec elle.

### Un candidat hors concours
Au tout début de l'année 1900, Hector Guimard, architecte prisé pour ses villas et ses immeubles, se voit confier l'habillage des accès au métro dans des circonstances un peu obscures.

#### Le concours de 1899

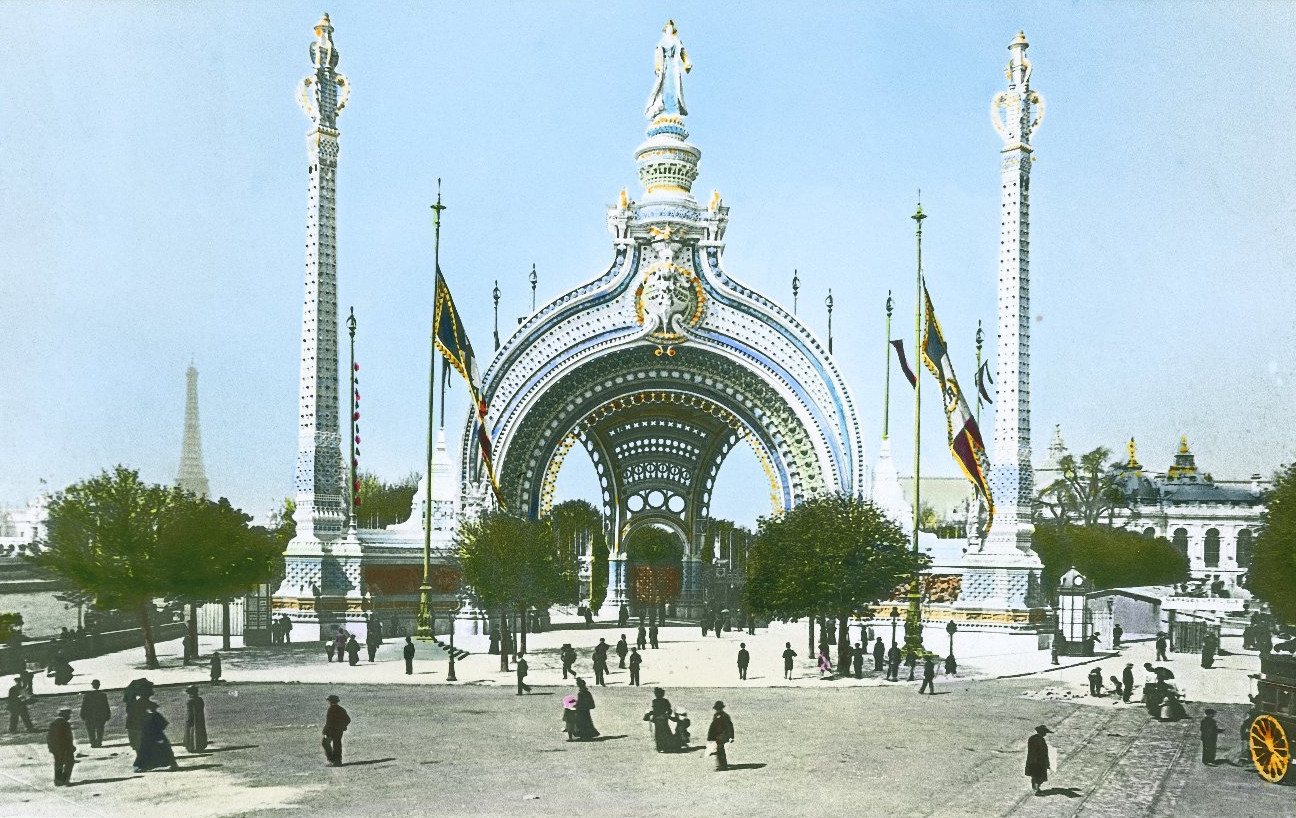
Entrée de l'Exposition universelle de 1900 place de la Concorde : le métro doit faciliter l'acheminement des nombreux visiteurs.

En retard sur d'autres capitales européennes telles Londres, Vienne ou Budapest, Paris espérait inaugurer sa première ligne de transport souterrain avant l'ouverture en avril de l'Exposition universelle de 1900 : dans ce but avait été fondée un an auparavant la Compagnie du chemin de fer métropolitain de Paris (CMP), à qui devait revenir la création des voies et accès ainsi que l'exploitation du réseau. Une fois déterminé l'emplacement des différentes bouches de métro, la compagnie organise un concours d'architecture dont le programme est publié le 10 juin 1899 dans une revue spécialisée, et qui sera clos le 7 août pour un examen des projets le 11,,.
Il s'agit d'imaginer d'une part un modèle d'entourage totalement ouvert accompagné d'un poteau indicateur, d'autre part deux types d'édicules pourvus de verrières protégeant de la pluie et prévus pour être largement majoritaires. Ces constructions devront être « aussi élégantes que possible mais surtout très légères, privilégiant le fer, le verre et la céramique, [vitrées] sur la plus grande hauteur possible, à partir de un mètre environ du sol [et] ornées d'une frise pouvant recevoir des caractères très apparents, éclairés par transparence pendant la nuit [:] Chemin de fer métropolitain ».
Sur les vingt et un dossiers présentés aucun n'est retenu, et pas davantage ceux de Paul Friesé (architecte de la CMP) et de Jean Formigé (architecte de la Ville de Paris), membres du jury eux-mêmes sollicités face à cette impasse. Il semble que les concurrents se soient tous contentés pour les édicules de variations sur « le thème du chalet pittoresque » ou sur celui des « chapelles funéraires », négligeant la légèreté qui s'imposait afin de ne pas encombrer visuellement le paysage urbain,.

#### Candidature officieuse
Il est difficile de déterminer avec certitude comment Hector Guimard, hors concours, a décroché le contrat.

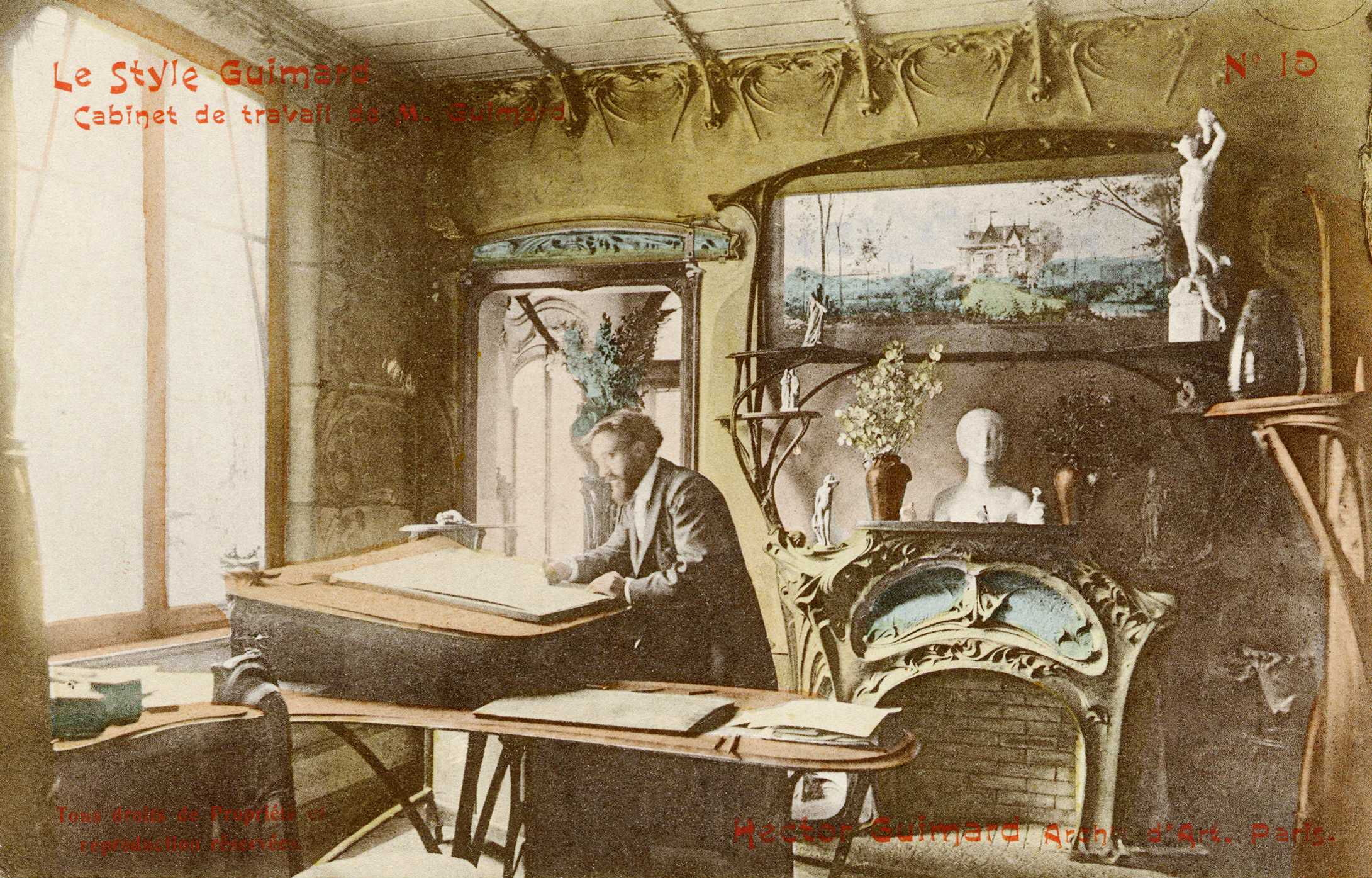
Hector Guimard vers 1900, dans son agence-atelier du Castel Béranger.

Il a longtemps été admis que son nom avait été avancé fin décembre par le président de la Compagnie, le banquier Adrien Bénard, féru d'Art nouveau : le conseil d'administration engage en tout cas Guimard le 12 janvier 1900, au vu sans doute de simples croquis et explications qui devront être complétés dans le mois. Mais des archives découvertes plus récemment invitent à exclure cette influence : l'architecte aurait plutôt bénéficié de soutiens officieux au sein du conseil municipal voire de la préfecture, et ce peut-être dès le début, entre autres parce qu'il avait deux ans avant remporté avec son Castel Béranger le premier concours de façades de la ville de Paris. Toujours est-il qu'entre le 7 et le 16 février 1900 la CMP puis le préfet de la Seine entérinent le choix de Guimard comme concepteur et maître d'œuvre des entrées du métro parisien,,.
Il est très probable aussi que ce choix a été soumis au baron Empain qui, associé à des partenaires français — notamment la banque que dirige Bénard — et principal fournisseur de la CMP en énergie et équipements électriques, tient en fait dans sa main le financement du métro parisien : or pour ce self-made man snobé par les élites belges, y imposer un émule de Victor Horta, au-delà d'un intérêt peut-être sincère pour l'Art nouveau, est une petite revanche personnelle.
En tout état de cause, et même si les croquis sur papier calque non datés du musée d'Orsay ne permettent pas de savoir quand exactement Guimard a commencé à travailler aux entrées du métro, le délai très court dans lequel il a fourni des dessins complets témoigne de sa puissance créatrice.

### Les plans de Guimard
Indépendamment des spécimens encore debout un siècle après, les plans d'Hector Guimard conservés dans les collections du musée d'Orsay ou de la RATP permettent d'apprécier ses innovations.

#### Édicules et gares
Ses deux modèles d'édicules ont des caractéristiques communes : les trois côtés fermés, constitués de panneaux de lave émaillée d'1 × 1,5 m insérés dans une armature en fer et tôle de fer rivetée, sont surmontés de vitres à environ 1,90 m du sol puis d'un espace vacant où l'air circule, avant la toiture ; la façade porte à l'origine un rideau de fer s'enroulant derrière l'enseigne. Le modèle A mesure 5,85 m de long sur 3,75 m de large et 4 de hauteur ; d'allure plus conventionnelle et ramassée, il possède quatre piliers, un fond orthogonal et une toiture à deux pentes classique. Le modèle B fait 5,95 m de long, 3,75 m de large et 4,70 de haut ; de profil plus audacieux et dynamique, il comporte trois piliers, un fond convexe et une toiture à deux pentes inversées, en forme de V, un chéneau central évacuant l'eau de pluie vers le pilier de fonte arrière évidé à cet effet. Une marquise arrondie complète ces dispositifs du côté ouvert sur l'escalier. Pour chacun des deux modèles est conçue une variante à claire-voie où la verrière abrite une simple balustrade,,.
Si la plupart des édicules se réduisent en quelque sorte à une descente couverte vers l'intérieur de la station, l'architecte a également dessiné trois « pavillons » différents qui en reprennent certains éléments en plus grand,. Ces véritables petites gares, avec guichets et salles d'attente, sont destinées à des arrêts importants de la première ligne du métro (à l'époque ligne A) : Bastille qui reçoit la plus grande (plus de 90 m2 de surface) et Étoile qui en a deux (la seconde réservée à un usage technique),. Les verrières ainsi que les façades — de grands panneaux de lave enserrés dans des montants de fonte — rappellent les édicules, et les entrées en forme d'oméga ou de fer à cheval les tunnels du métro, tandis les décrochements de la couverture combinés à des marquises relevées évoquent des pagodes chinoises,.

Dessins signés de Guimard ou sortis de son agence
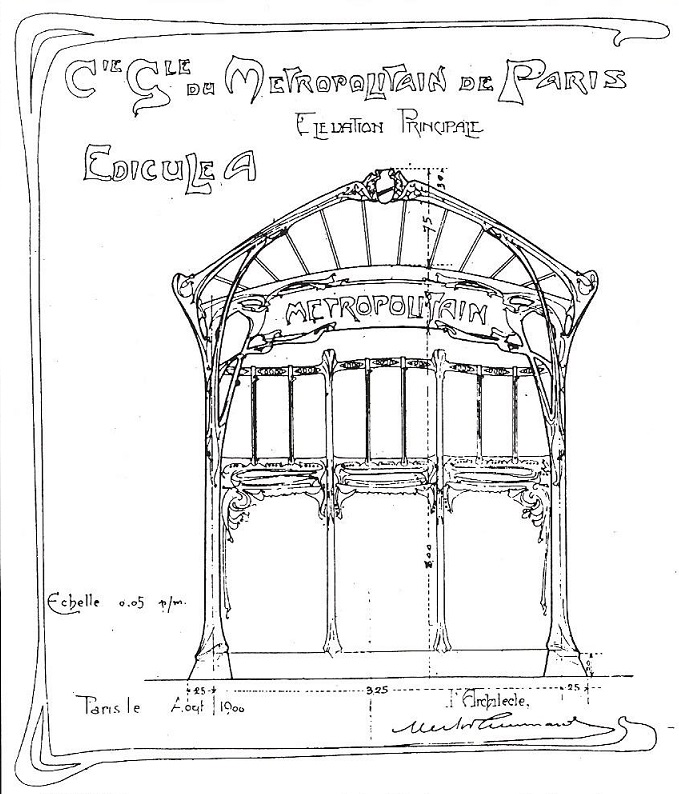
Édicule A vu de face, dessin daté d'août 1900.
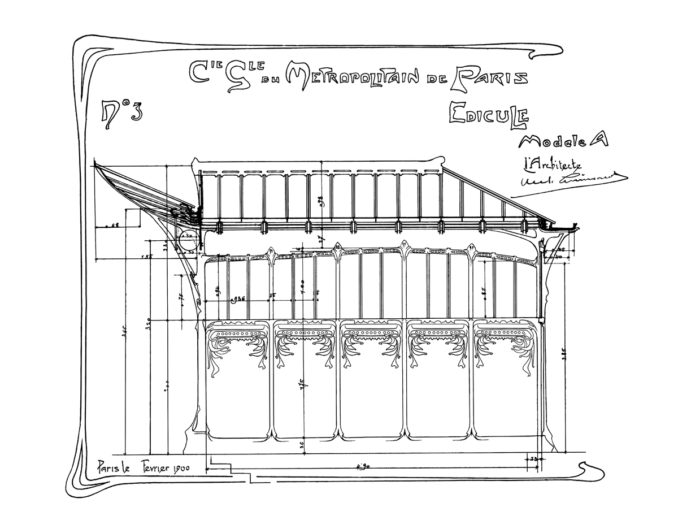
Édicule A vu de côté, projet de février 1900.
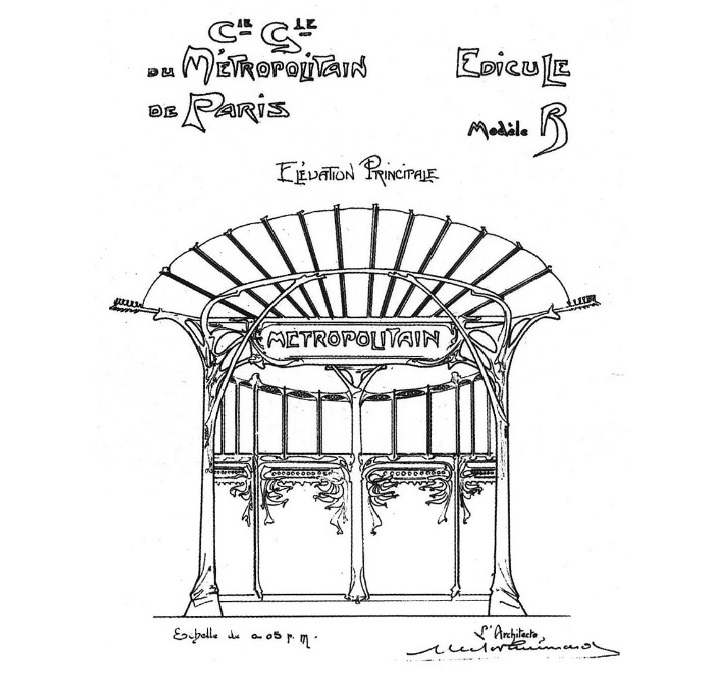
Édicule B vu de face, dessin non daté, courant 1900.
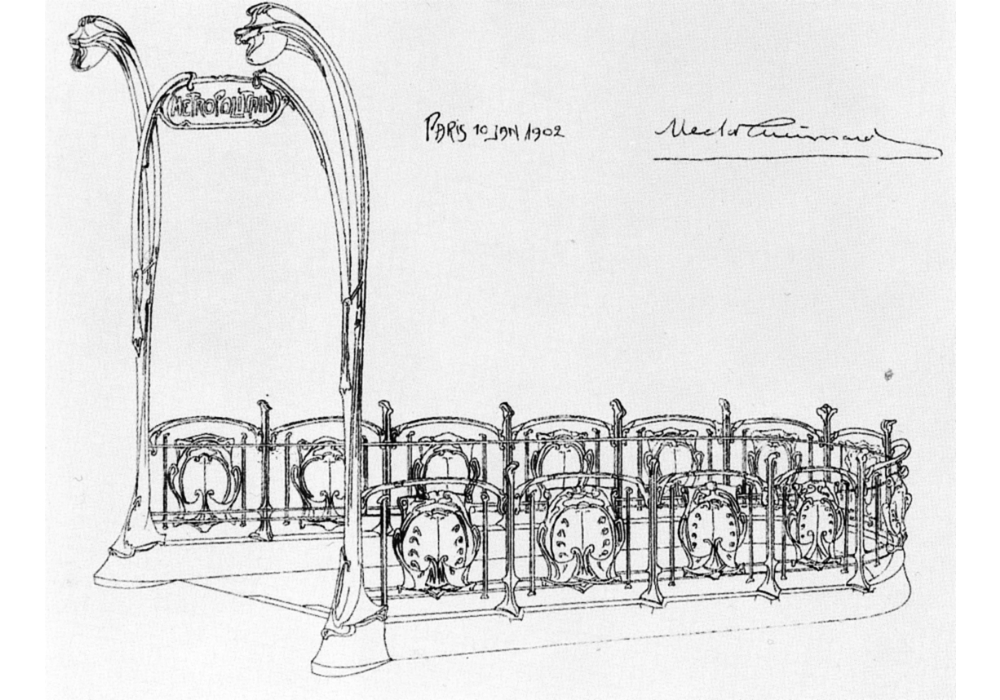
Entourage à écusson dessiné pour la station Montparnasse-Bienvenüe, janvier 1902.
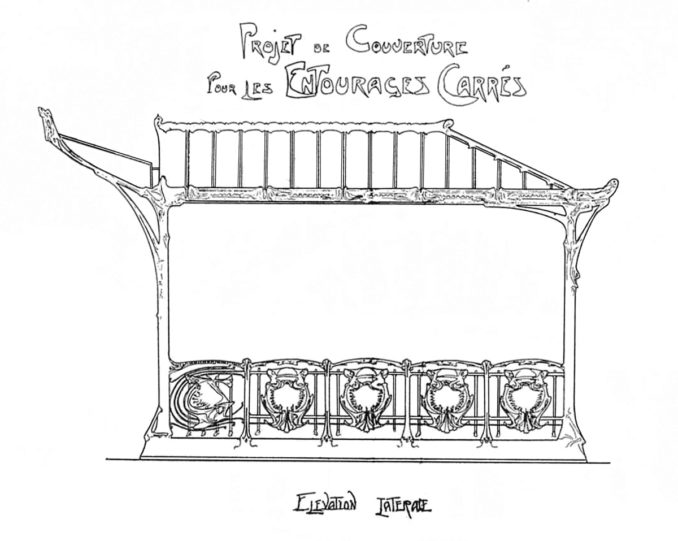
Édicule A modèle à claire-voie, dessin de juillet 1900.

#### Entourages simples
Les entourages simples, à fond arrondi ou carré, sont pour les deux tiers d'entre eux constitués d'une rambarde en fonte d'environ 1,25 m de hauteur, dont les potelets très fins encadrent de gros écussons sculptés discrètement ajourés. Le départ de l'escalier est encadré d'un haut portique repérable de loin, fait de deux candélabres en fonte moulurée qui s'élancent vers le ciel : ils supportent une plaque de lave émaillée où le mot « Métropolitain » figure dans un lettrage Art nouveau pour lequel Guimard imagine maintes variantes,, ainsi que deux verrines rouge orangé légèrement asymétriques et piriformes ayant pour fonction de signaler l'entrée de la station,. Toutefois, pour un véritable éclairage, la CMP installe à partir de 1901 des ampoules électriques sous les marquises puis derrière les enseignes,.
Les entourages restants sont réservés aux accès secondaires ou étroits, la taille standard des trémies étant de 3 m : ils sont dépourvus de portique et les écussons cèdent la place à des cartouches rectangulaires moins hauts, dont les motifs largement évidés en leur centre, annoncent les fontes créées pour l'immeuble Jassedé en 1903. Dès 1901, la CMP s'inspire du lettrage de Guimard pour leur ajouter des enseignes comportant juste le mot « Métro ».

#### Conception modulaire

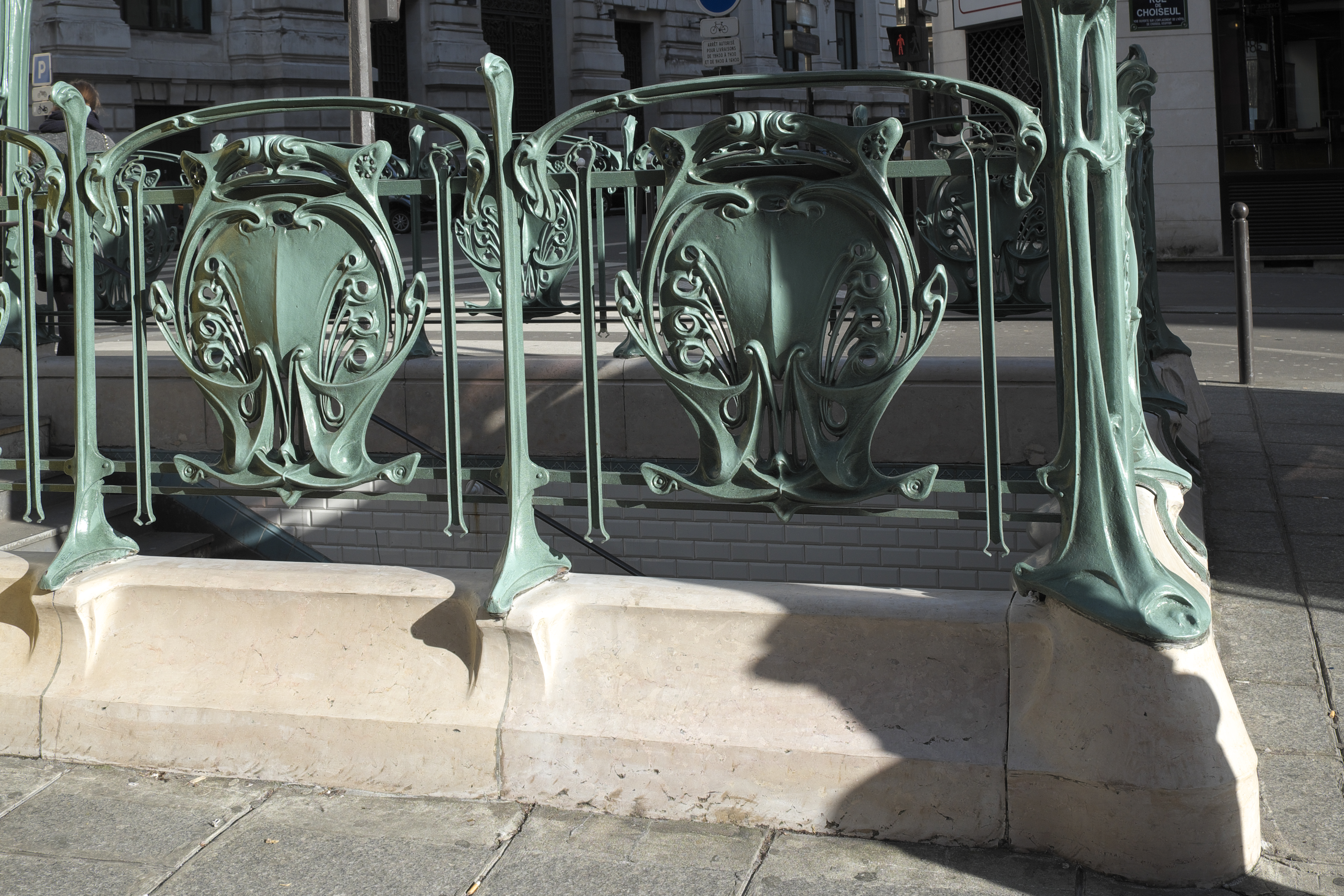
Deux modules de base d'entourage à écussons avec potelet d'angle.

Quoique ancien élève des Arts décoratifs où il enseigne, Hector Guimard n'est guère plus préparé que d'autres architectes à travailler sur du mobilier urbain : il s'efforce néanmoins d'y allier esthétisme et rationalité.
Il délaisse les matériaux de la maçonnerie traditionnelle au profit de structures plus discrètes mêlant les matériaux modernes en architecture que sont le verre, la lave émaillée, le fer et la fonte moulée, moins coûteuse que la pierre — celle-ci n'est utilisée que pour les soubassements. Surtout, il conçoit, notamment pour les surfaces verticales, des éléments de base standardisés qui se prêtent à une reproduction infinie et dont l'agencement pourra être adapté aux dimensions et particularités des différents sites,,, : ainsi le module de base d'un entourage à écussons comporte-t-il une pierre de socle plus l'ensemble écusson, arceau, barres horizontales et potelets verticaux ; celui d'un édicule inclut une pierre de socle, un panneau de lave, trois étroites vitres verticales et trois panneaux de verrière, le tout relié par des parcloses.
C'est à l'évidence pour cette conception modulaire économique, plus que pour leur style Art nouveau, que les instances décisionnaires du métro et de la ville ont agréé le projet de Guimard — ce qui leur permettra en outre à terme de se passer de lui,. L'examen de ses dessins révèle par ailleurs les retouches auxquelles il a été amené du fait soit d'erreurs techniques de conception, dans l'accrochage des enseignes ou des écussons par exemple, soit de revirements de ses employeurs.

### Des créations bientôt abandonnées
Passé l'enthousiasme des premiers mois surgissent entre Guimard et la CMP des désaccords, financiers plus qu'artistiques, conduisant à une rupture qui n'empêche pas ses entourages de continuer à être édifiés jusqu'en 1913.

#### Matériaux et fournisseurs
Comme à son habitude, Hector Guimard choisit avec soin ses matériaux et des fabricants en mesure d'exécuter fidèlement ses modèles.
Les pierres calcaires de Comblanchien destinées aux soubassements des ouvrages proviennent de carrières du Jura et de la Côte d'Or, et c'est la Fonderie d'art du Val d'Osne, près de Saint-Dizier, qui produira en série les fontes des balustrades comme des candélabres ,. Très gros poste du chantier, la serrurerie nécessaire pour sceller les blocs de pierre autour des trémies et fixer ensuite tous les éléments des superstructures sera, elle, répartie entre trois entreprises.

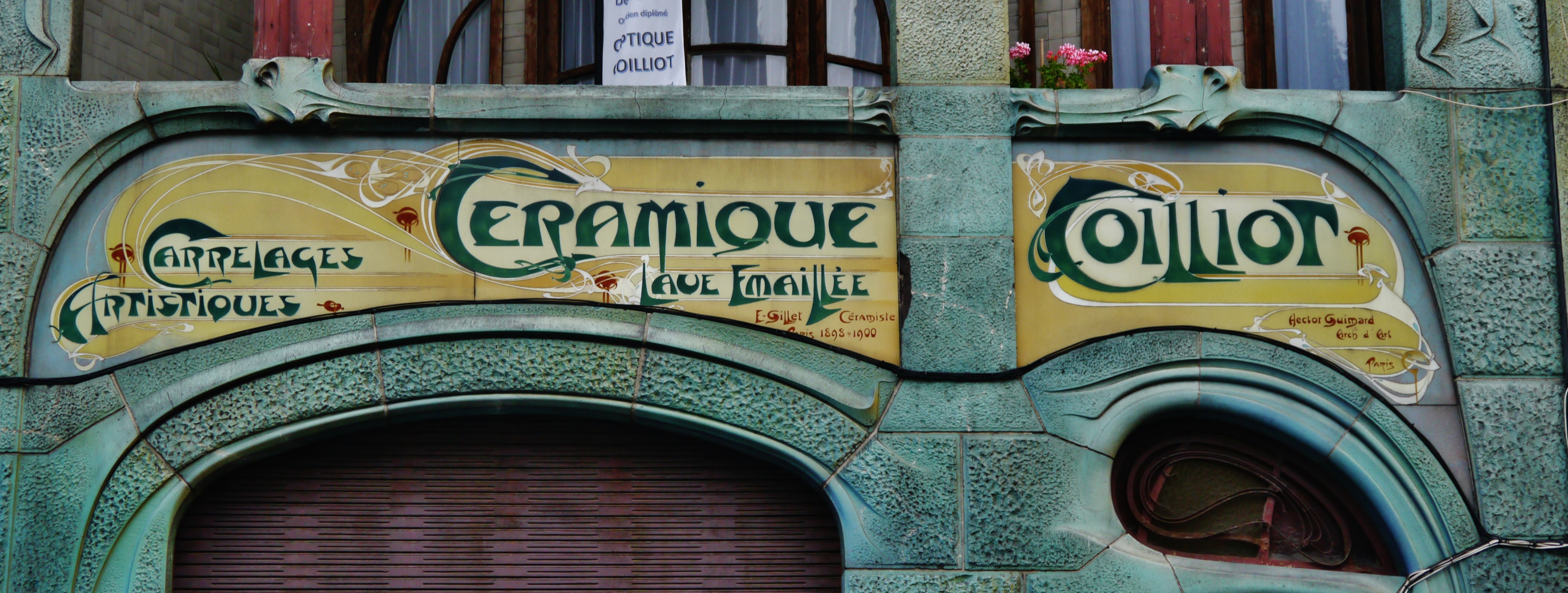
Enseigne de la maison Coilliot à Lille.

S'agissant de l'émaillage sur lave, Guimard se tourne vers Eugène Gillet, qui a œuvré avec lui à la façade de la maison Coilliot de Lille : les panneaux de lave naturelle sont d'abord taillés à Volvic puis son usine de la Briche à Saint-Denis en assure la finition et l'émaillage. Gillet fournira au total 236 panneaux ainsi que 112 enseignes « Métropolitain » en tôle émaillée, signées Guimard entre 1902 et 1903,, et 5 plaques marquées « Entrée » ou « Sortie »,.
Pour la fabrication semi-industrielle des verrines qui ornent les candélabres, sans doute selon une technique combinant verre soufflé et moulé, l'architecte fait appel à la cristallerie de Pantin, l'une des principales en France à l'époque,,. Quant aux toitures et parois vitrées des édicules, elles sont probablement pour la plupart l'œuvre d'un certain Charles Champigneulle, maître-verrier de la rue Denfert-Rochereau travaillant pour Saint-Gobain,.
Si la Compagnie avalise les choix de Guimard, elle lui reproche de vouloir traiter directement avec les fournisseurs comme s'il était au service d'un particulier, alors qu'elle tient à rédiger elle-même les contrats afin de mieux contrôler ses dépenses — première source de conflit.

#### Un démarrage rapide

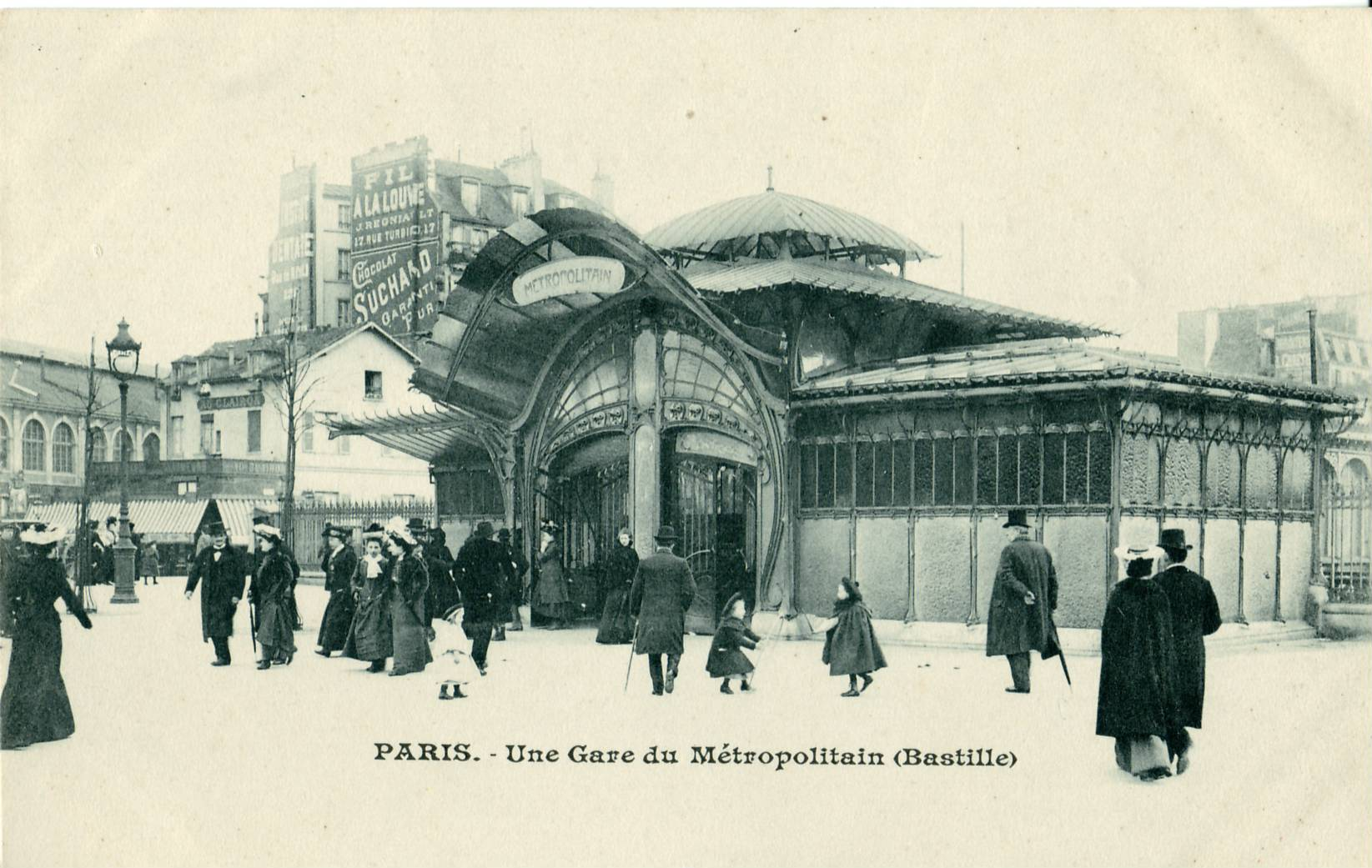
La gare de la Bastille dessert à la fois le métro et le chemin de fer.

L'installation des entrées de métro Guimard suit d'abord, quoiqu'avec avec un léger retard, l'ouverture des stations au public.
Lors de l'inauguration d'une huitaine d'arrêts de la ligne A, le 19 juillet 1900, seules les balustrades ont été posées ; les premiers édicules B ne le sont qu'entre août et septembre ; les édicules A, les enseignes, les candélabres attendront 1901, et les pavillons ne seront complètement achevés qu'en 1902. Sur le premier chantier, c'est-à-dire la future ligne 1 entre Porte Maillot et Porte de Vincennes (plus Porte Dauphine et Trocadéro déjà reliés à l'Étoile par deux embranchements), chaque accès reçoit au moins un ouvrage sous le contrôle direct de Guimard. De même supervise-t-il en 1902-1903, dans le cadre du deuxième chantier (celui de la future ligne 2), l'habillage des stations non aériennes.
La simplicité des entourages qu'il a conçus a par ailleurs bientôt convaincu le conseil municipal de Paris de les généraliser au détriment des édicules, qui devaient au départ être beaucoup plus nombreux mais sont proscrits par une décision du 16 novembre 1900,. À partir de 1903, à la suite de l'incendie qui fait plus de 80 victimes au métro Couronnes, la CMP consent à ouvrir des accès secondaires qui seront équipés d'entourages à cartouches. Quant aux modèles à fond arrondi, ils sont définitivement écartés car moins faciles à installer que les modèles à fond carré, notamment pour les accès d'une certaine largeur.

#### Rupture entre Guimard et la CMP
Cependant, dès 1902, l'architecte se heurte à la CMP au sujet du règlement de ses frais annexes, question abordée trop sommairement lors de son embauche précipitée.
Il entend en effet être dédommagé des sommes qu'il a déboursées pour réaliser ses modèles en fonte d'art. Au terme de divers démêlés est signée le 1er mai 1903 une convention qui marque la fin de la collaboration tout en réservant à la CMP le droit de reproduire les ouvrages de Guimard : celui-ci récupère en effet les 21 000 francs qu'il réclamait, plus le solde de ses honoraires, mais cède en échange ses modèles et ses droits de propriété artistique à la Compagnie, qui ne sera tenue de le consulter que si les dimensions d'un édicule entraînent des modifications dans les éléments décoratifs,,,.
En 1904 la CMP renie en quelque sorte ouvertement son architecte, lorsque le projet d'édifier une de ses entrées devant le Palais Garnier suscite un tollé et des controverses passionnées dans la presse,. Guimard peut toujours ironiser sur le principe d'harmonie urbaine invoqué par ses adversaires (« Est-ce qu'on devra dorénavant harmoniser la gare du Père-Lachaise avec le cimetière et la construire en forme de tombeau ? […] Et devra-t-on placer une danseuse la jambe haut levée devant la gare de la place Blanche, pour l'harmoniser avec le Moulin-Rouge ? », interview du 3 octobre dans La Presse), la conception de l'accès à la station Opéra n'en est pas moins confiée à l'architecte Joseph Cassien-Bernard, qui réalise des balustrades plus sobres en pierre de taille. D'autres descentes suivront dans le même style néoclassique, notamment le long de l'avenue des Champs-Élysées ou pour des trémies particulièrement larges.
La Compagnie poursuit néanmoins l'installation des entourages Guimard jusqu'à l'automne 1913, les derniers étant posés entre le 13 juillet et le 30 septembre sur la ligne no 8 qui dessert alors le quartier d'Auteuil (actuelle ligne 10),.

Stations Guimard durant la période d'exploitation par la CMP
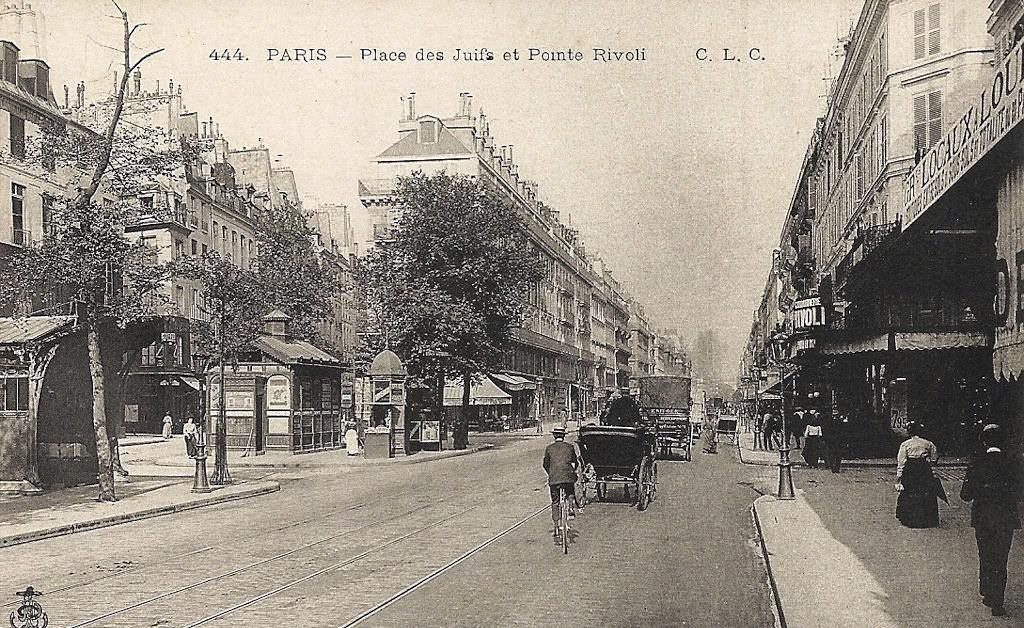
Saint-Paul : édicule A (tout à gauche de la photo).
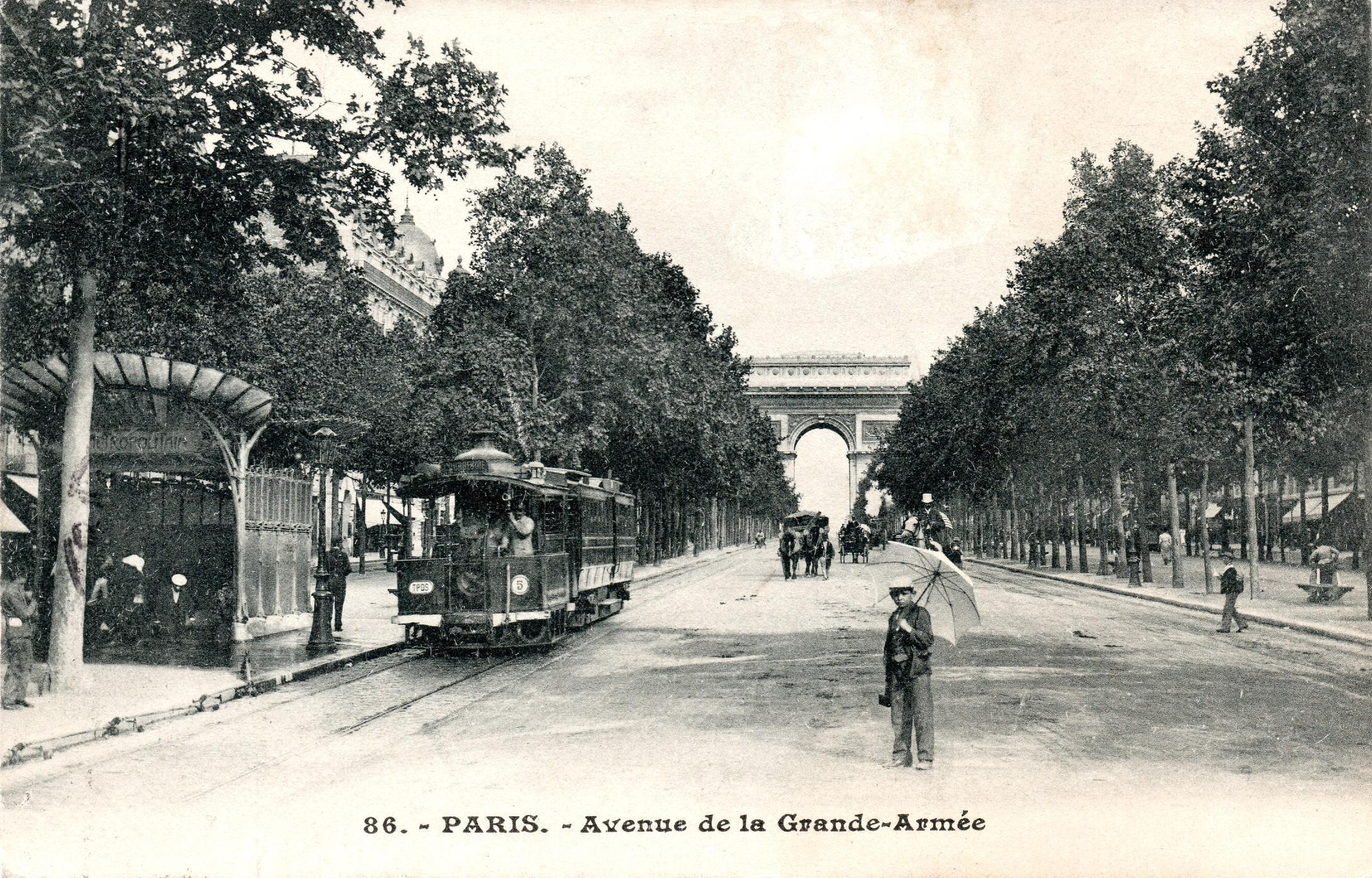
Obligado (aujourd'hui Argentine) : édicule B.
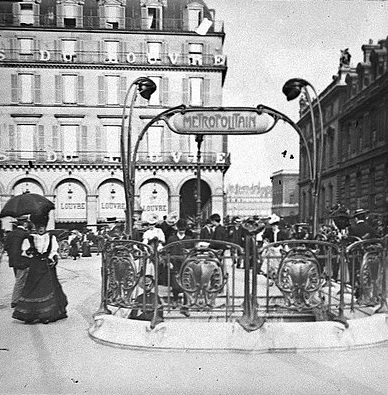
Palais-Royal : entourage à écussons et fond arrondi.
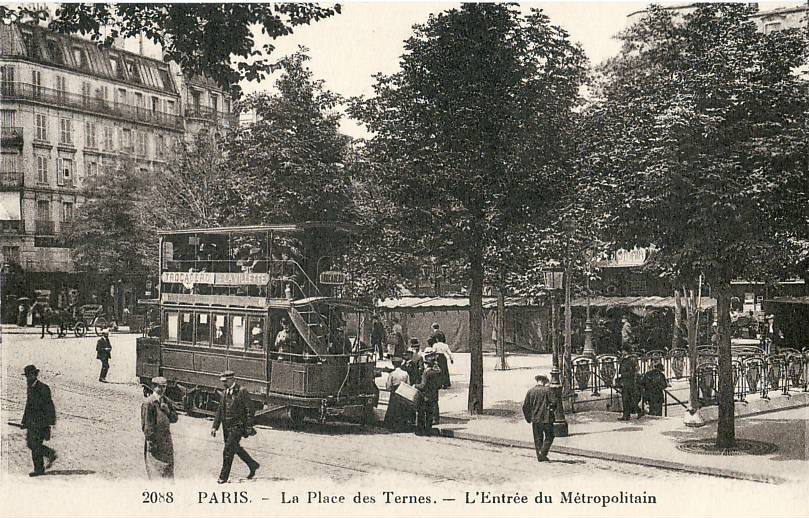
Ternes : entourage à écussons et fond carré.
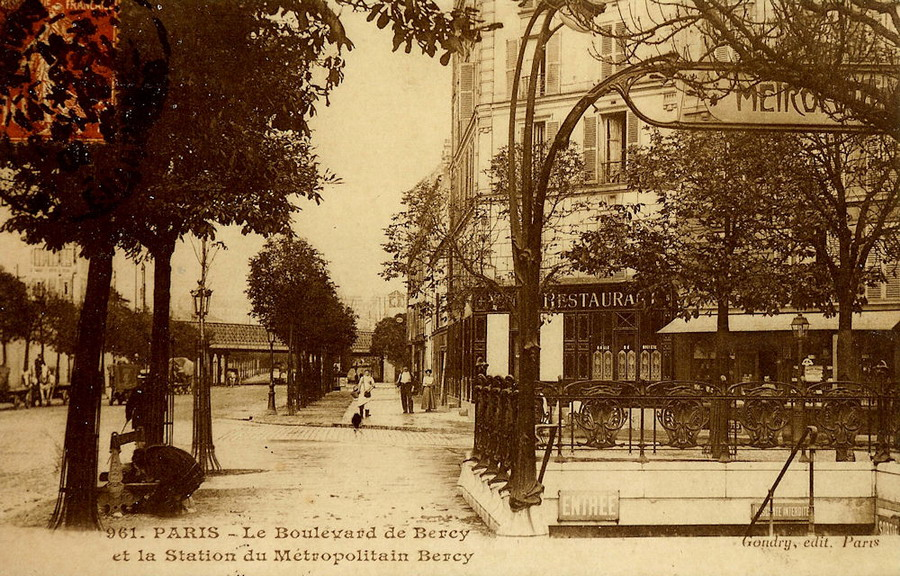
Bercy : entourage à écussons et fond carré plus large.

En définitive auront été édifiés d'après les plans de Guimard 104 entourages à écussons et 47 à cartouches moins hauts, ainsi que 10 édicules et 3 pavillons de gares,. Le modèle A, peut-être approuvé plus tardivement que l'autre, n'aura été fabriqué qu'en deux exemplaires disparus depuis (Saint-Paul et Rue de Reuilly), tandis que le modèle B a été implanté en sept endroits, dont la Porte Dauphine où il existe toujours. De chacun des deux n'a été réalisée qu'une seule version à claire-voie : celle du modèle A, initialement situé à Hôtel de Ville, est aujourd'hui visible à la station Abbesses, celle du modèle B a longtemps subsisté avec sa verrière à la Gare de Lyon,.

## Accueil et postérité
Représentatives tant de son style personnel que de l'Art nouveau en général, et à ce titre abondamment critiquées dès l'origine puis détruites durant un demi-siècle, les entrées de métro d'Hector Guimard sont réhabilitées à partir des années 1960 comme édifices iconiques du paysage parisien.

### À l'apogée du «style Guimard»
Saluées ou dénigrées, les entrées de métro de Guimard illustrent parfaitement sa recherche fondamentale d'une fusion harmonieuse entre structure et décor.

#### Concilier art, industrie et vie moderne
L'idéal de l'Art nouveau est une réconciliation entre Art et Industrie, entre arts « nobles » et « décoratifs », ce qui conduit les artistes à innover notamment dans l'usage architectural du métal et du verre,. Hector Guimard en particulier, qui se qualifie lui-même d'« Architecte d'Art », s'intéresse depuis longtemps aux techniques et matériaux des arts industriels : il veut les mettre au service de ce « Style Guimard » dont il revendique pour la première fois la paternité précisément lors de l'Exposition universelle de 1900, et qu'il prétend fonder sur trois principes, « Logique, Harmonie et Sentiment »,,,. Ici, « les multiples variations qu'il fait subir à ses modèles montrent que son inventivité est en rivalité constante avec sa volonté de standardisation ».

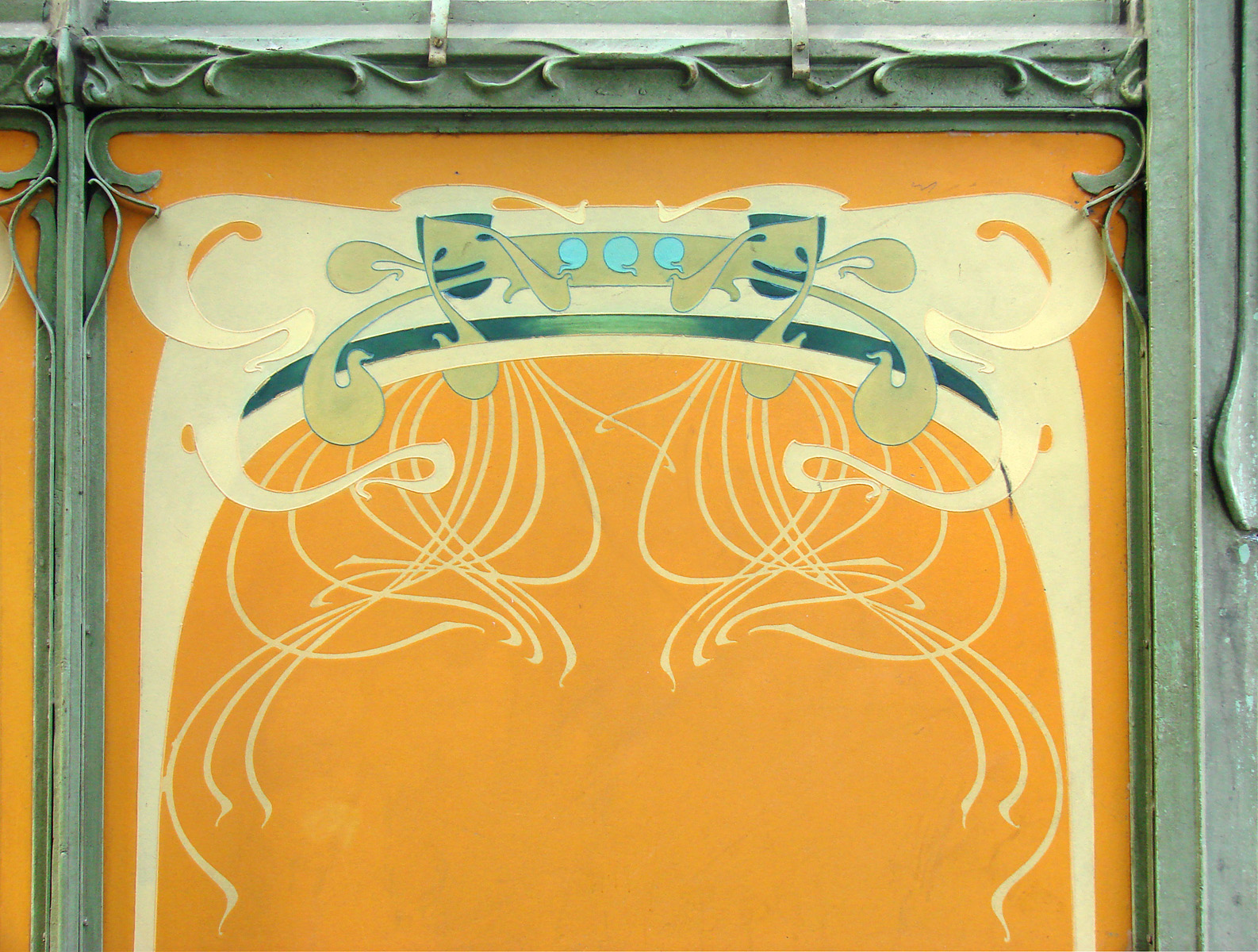
Panneau intérieur de l'édicule de la Porte Dauphine.

Les commandes d'entrées pour le métro lui sont une occasion de plus d'explorer les possibilités de la fonte, pour une fabrication sérielle mais qui garde visible tout le travail du modelé auquel il est attaché, ou celles de l'émaillage sur lave, invention relativement récente qu'il avait expérimentée au Castel Béranger puis déployée à la maison Coilliot. Les documents manquent sur les couleurs d'origine mais on sait qu'allant de pair avec le choix des matériaux, elles font partie intégrante de l'harmonie visée par Guimard, et il a repris pour le métro les complémentaires que sont le vert et l'orange : les parties métalliques étaient probablement d'un vert grisé susceptible de conférer au fer ou à la fonte l'allure d'un bronze oxydé, plus noble ; les panneaux de lave émaillée semblent être allés du vert-jaune au vert-bleu pour l'extérieur, qui conservait des aspérités ; ceux de l'intérieur, plus lisses, suivaient un dégradé d'orangé rappelant le rouge orangé des verrines, avant d'être orné d'arabesques claires en creux et en relief.

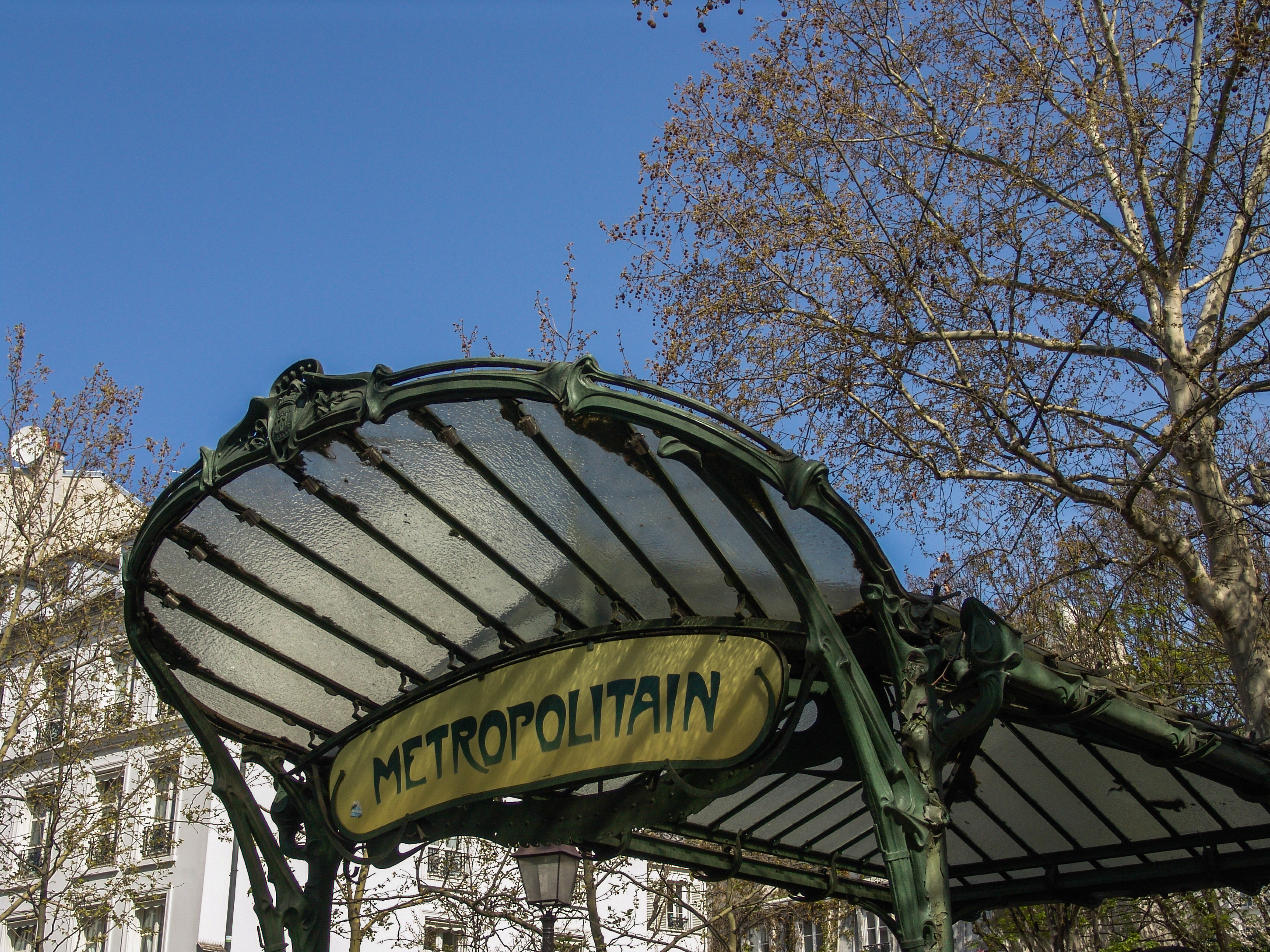
L'édicule A à claire-voie restauré et remonté à la station Abbesses donne une idée du verre employé pour les verrières.

Concernant les verrières et parois vitrées originelles des édicules, la découverte entre 1999 et 2011 de plusieurs tessons aux abords de la station Dauphine a consolidé les hypothèses permises jusque-là par des photographies anciennes ou des contrats passés avec les fournisseurs. Les toitures et marquises ont été réalisées en verre coulé, coloré au jaune d'argent puis partiellement matifié à l'acide de façon à former des entrelacs,. Pour les parois vitrées, la couche de verre blanc se doublait à l'intérieur d'un verre jaune, imprimé en relief de motifs vermiculés semblables à ceux qui ornaient déjà les papiers peints du Castel Béranger : on retrouvera ce type de verre à l'hôtel Mezzara par exemple,. Hector Guimard a donc diversifié techniques, matériaux et couleurs afin d'obtenir dans ses gares et édicules une ambiance chaude que le verre blanc armé utilisé ultérieurement ne rendait plus.

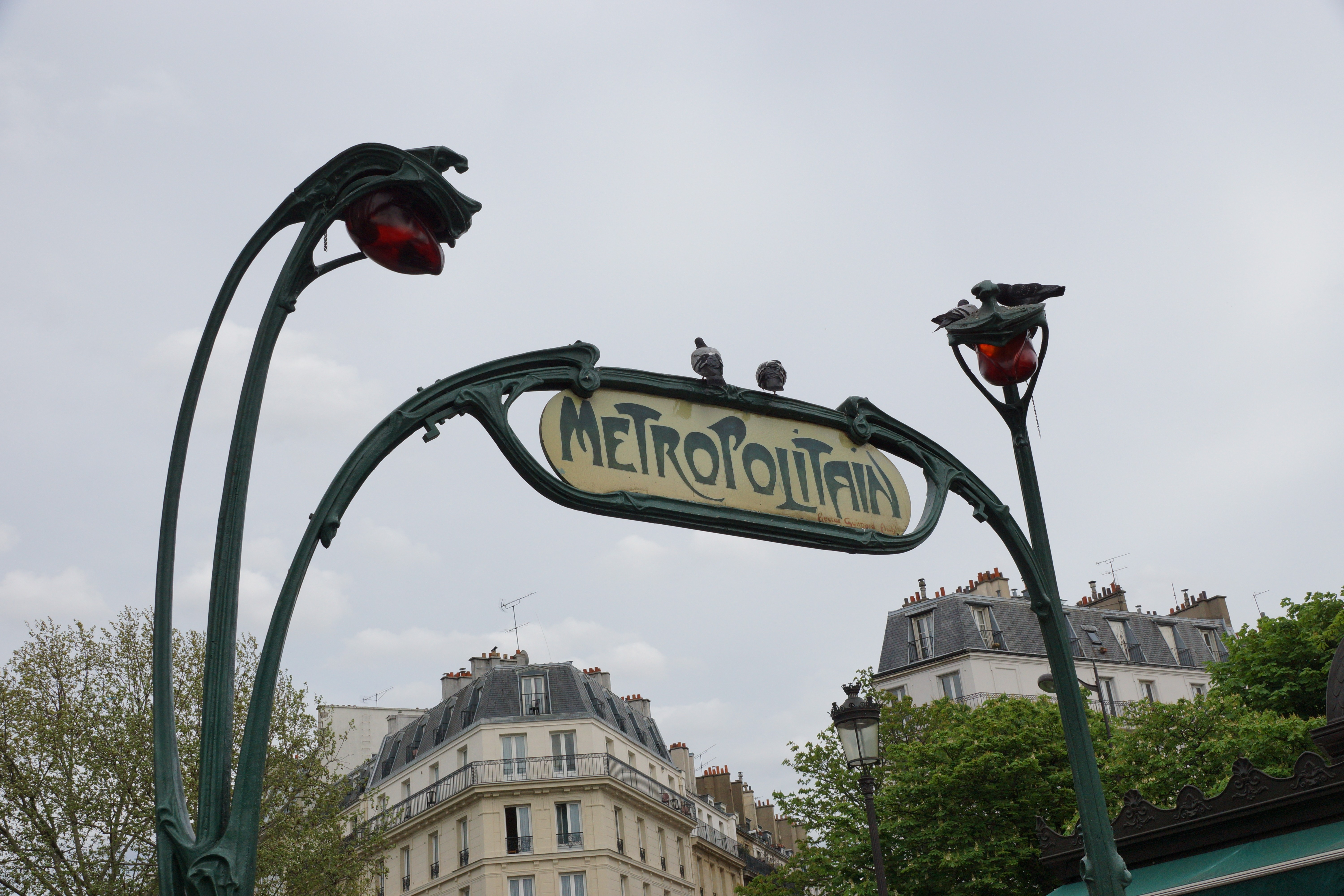
Plaque « Métropolitain » signée « Hector Guimard Archi[tec]te », à la station Anvers.

L'esthétique Art nouveau des entrées de métro Guimard est complétée par les six modèles de lettrage que l'architecte-décorateur a élaborés dans le courant des années 1900 et 1901. Combinant la rectitude des majuscules aux pleins, déliés et appendices involontaires de l'écriture cursive, il dynamise les lettres en en allongeant certaines et en accentuant l'effet de relief par des rehauts de blanc, du moins sur les panneaux indicateurs « entrée » ou « sortie ». Entre autres particularités, il n'est pas exclu que les « O » aplatis en bas ne soient une nouvelle allusion aux tunnels du métro. Guimard individualise chaque enseigne à partir de ses modèles de lettres : toujours est-il qu'en ne retenant que le dernier mot de la longue inscription prévue à l'origine par la CMP (« Chemin de fer métropolitain »), il invente avant l'heure une sorte de logotype identifiable à son dessin global.

#### Un art de la courbe très controversé
Pour ce qui est des motifs ornementaux, certains admirateurs de Guimard ont déploré l'absence d'éléments plus nettement figuratifs et empruntés à la nature. Pourtant, privilégiant la courbe qui est la marque essentielle de l'Art nouveau, c'est du végétal qu'il tire en les stylisant ses lignes structurelles, en plus des petits entrelacs décoratifs des fontes moulurées ou des panneaux peints.

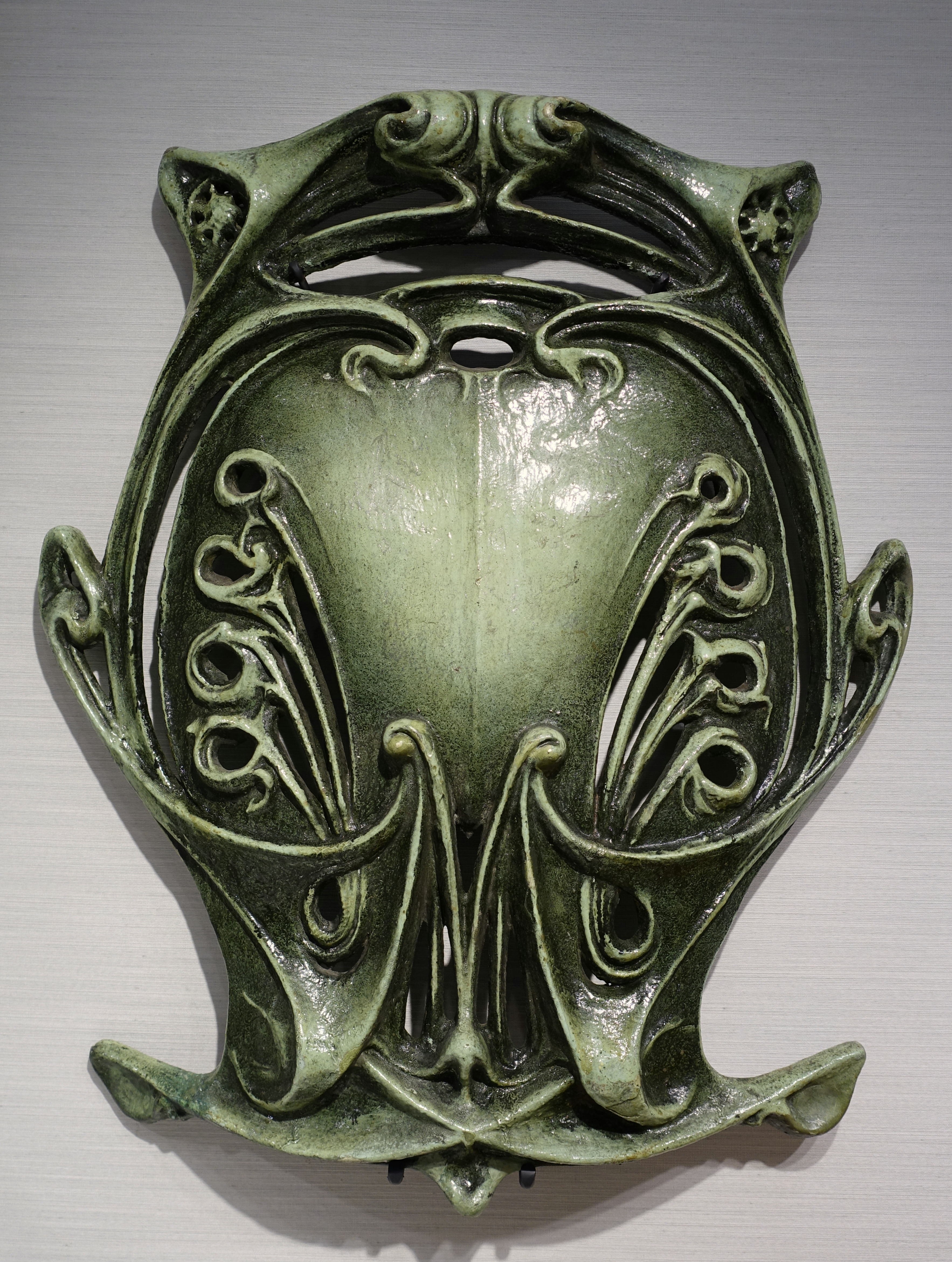
Écusson, Musée régional de la Hesse, Darmstadt.

Les candélabres, baptisés de fait « brins de muguet », étirent comme des tiges leur ligne en « coup de fouet », qu'on retrouve dans le détail des montants et articulations de fonte. Les écussons relèvent de la même inspiration végétale avant tout fluide et graphique, jusqu'au « M » du mot métro qui paraît « s'engouffrer dans un tunnel au milieu de gerbes d'étincelles ». De même le verre travaillé des toitures et marquises des édicules semble-t-il avoir dessiné de grandes feuilles. Les verrines ont pu être comparées à des larmes, des fruits, des yeux de grenouilles,, les écussons à des carapaces d'insectes, et le journaliste Georges Bans, proche d'Hector Guimard, rapprochait l'édicule de type B d'une « libellule déployant ses ailes légères ». La nature n'est donc jamais loin,, même si les références ouvertes à la botanique commenceront bientôt à s'estomper dans l'œuvre d'Hector Guimard.
Du côté des détracteurs, certains contemporains brocardent l'allure de « berlingot à demi-sucé » des verrines — là où leur concepteur semble avoir voulu imiter l'aspect du verre en fusion —, d'autres reprochent à Guimard le vert grisé de ses fontes, qui évoquerait fâcheusement l'uniforme de l'armée allemande à un moment de grande tension entre la France et l'Empire germanique, d'autres encore jugent peu lisible, voire perturbante pour les étrangers ou les enfants apprenant leur alphabet, sa police de caractères,.

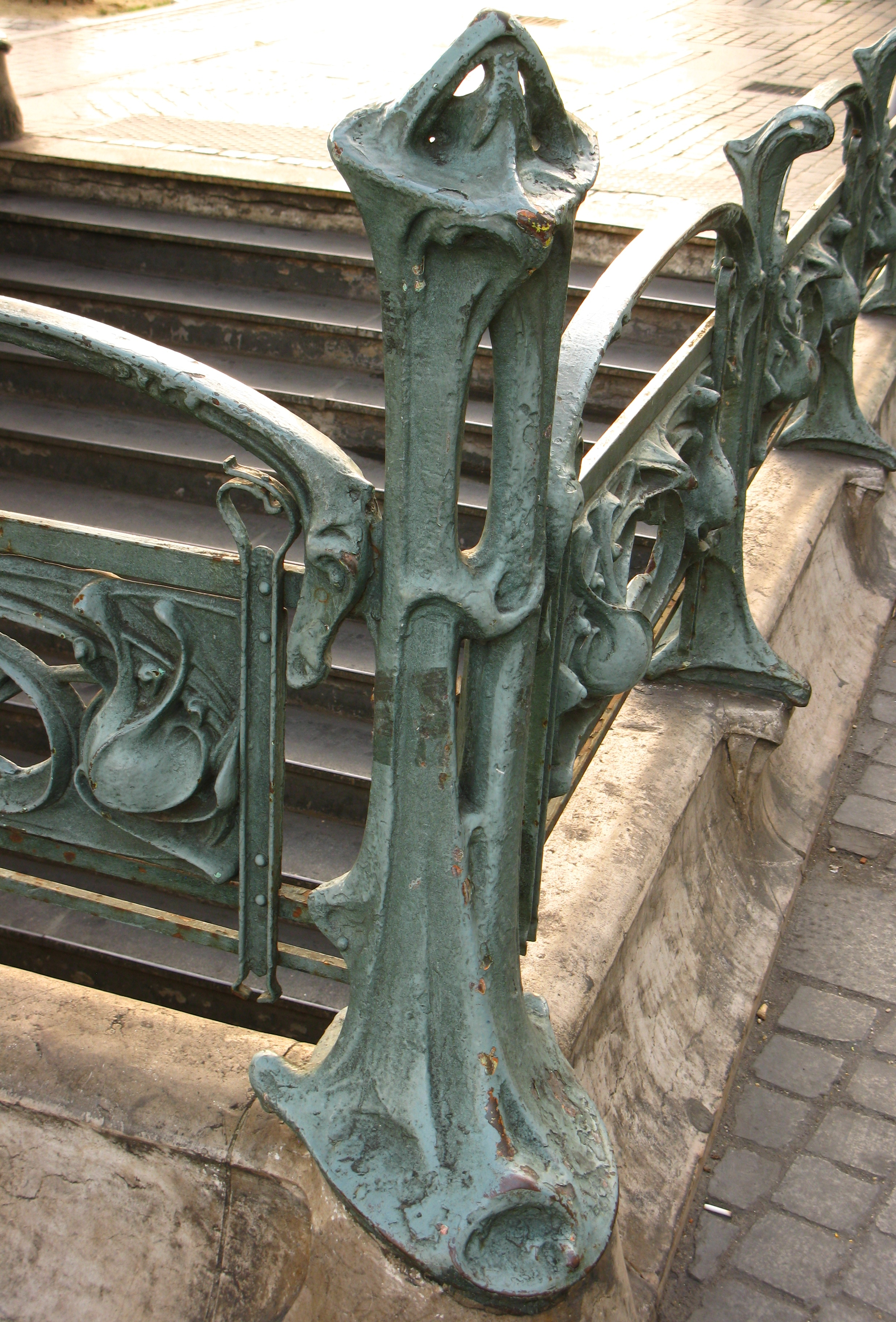
Potelet d'angle d'un entourage à cartouches.

Au-delà de cela ou d'un souci d'unité avec les grands monuments de Paris (Opéra, Madeleine, etc.), les ouvrages réalisés par Guimard pour le métro sont enveloppés dans la réprobation qui se déchaîne autour de 1900 et de l'Exposition universelle à l'encontre d'un « Modern style » que certains annoncent comme déjà en bout de course et raillent sous les vocables de « style nouille », « ténia », « os de mouton » ou « rastaquouère ». Ceux-là tiennent d'ailleurs Guimard pour responsable de la mode des arabesques qui envahit bientôt les enseignes et affiches commerciales à Paris et un peu partout. Mais il ne s'agirait là en définitive que d'une frange circonscrite à des milieux artistiques ou des élus municipaux conservateurs, qu'indispose avant tout le fait d'encombrer les trottoirs et la vue par du mobilier urbain.
Au total, les ouvrages de Guimard semblent avoir été assez bien accueillis par les Parisiens, satisfaisant à la fois les partisans d'un art populaire et ceux qui désirent voir l'aspect esthétique l'emporter dans le métropolitain sur l'aspect technique et industriel. Si l'architecte-décorateur commence dès les années 1900-1910 à épurer les lignes de ses bâtiments et à en réduire les jeux de couleurs ou de matériaux, ses entrées de métro, auxquelles il faillit pourtant ne pas avoir de part, peuvent être considérées, conclut l'historien d'art Georges Vigne, comme sa création non seulement la plus fameuse mais la plus aboutie, « et qui lui assura encore, aux pires jours de son purgatoire, un soupçon de notoriété. »

### L'après Guimard
Les entrées de métro de Guimard sont négligées dès avant la Première Guerre mondiale et a fortiori lorsque s'épanouit l'Art déco dans les années 1920.

#### Abandon et destructions
Jusqu'aux années 1960-1970, certains entourages Guimard sont démontés et surtout, la majorité de ses édicules sont laissés à l'abandon et/ou détruits.
| Photo couleur en contre-plongée devant un immeuble d'un poteau indicateur ouvragé autour du mot métro et surmonté d'un globe blanc |  | Photo en couleur d'un poteau indicateur plus sobre dans des arbres |
| Candélabre « Val d'Osne ». |  | Candélabre Dervaux.                                                |

Dès 1904, un modèle d'entourage en fer forgé beaucoup plus sobre commence à concurrencer ceux de Guimard. De même, si la CMP essaie dans un premier temps d'adapter ses enseignes et porte-enseignes à des trémies plus larges (le record de 6 m étant détenu par l'une des entrées de la station Nation), elle choisit en 1909 dans les catalogues de la Fonderie d'art du Val d'Osne des poteaux indicateurs plus classiques avec panneau entouré d'une dentelle de fer forgé, verrine en opaline et inscription « Métro » façon pochoir sur fond rouge : ce type de signalisation se substitue à partir de 1910 aux plaques de lave émaillée abîmées. Quant au candélabre dessiné par Adolphe Dervaux dans un style Art déco, le premier est posé à la station Sèvres-Babylone en 1923 : il complète le nouveau modèle d'entourage et finira par devenir le plus répandu sur le réseau.
Dans quelques cas, la modification ou la suppression d'entrées Guimard s'explique par la création de correspondances amenant à reconfigurer les accès. Il y a pu aussi y avoir des imprévus, comme la bombe allemande qui endommage dans la nuit du 12 au 13 avril 1918 l'édicule de la station Saint-Paul, si bien qu'il est démoli en 1922 et remplacé par un entourage plus dépouillé.
Par ailleurs, les édicules conçus par Guimard posent des problèmes d'entretien : les couleurs s'altèrent, sans que soit prise la peine de retrouver les tons d'origine ; les marquises et toitures en verre s'encrassent, se cassent, remplacées peu à peu par du verre blanc armé ; les commandes de panneaux de lave émaillée cessent à partir de 1909 et celles de fonte après la guerre, les pièces démontées servant éventuellement de réserve pour en réparer d'autres. Incurie, coûts trop élevés : des photographies témoignent de l'état de délabrement, potentiellement dangereux, dans lequel était par exemple le pavillon de la Bastille vers 1960.

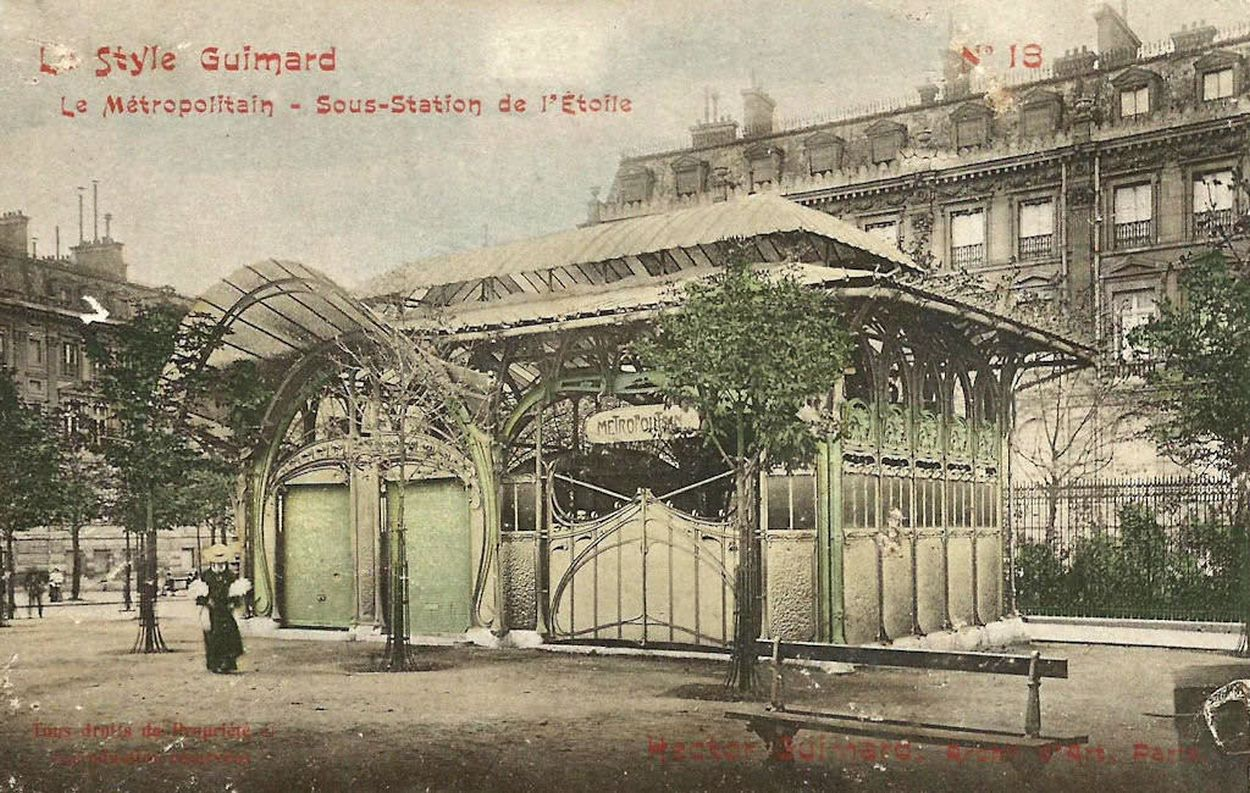
Le pavillon technique de l'Étoile, détruit comme le pavillon voyageurs en 1926.

L'élimination des créations de Guimard pour le métro, celle des édicules en particulier, commence avant la Première Guerre mondiale, l'Art nouveau étant déjà en perte de vitesse, et s'accélère dans l'entre-deux-guerres du fait de la vogue de l'Art déco : le principe d'un mobilier urbain pleinement en accord avec son époque est désormais ancré, or l'Art nouveau est bel et bien passé de mode. En 1908, le premier ouvrage à être démonté, au profit d'une balustrade Cassien-Bernard, est l'entourage de la station Marbeuf (Franklin D. Roosevelt). Le modèle d'édicule B de la place de la Nation situé entre l'avenue Dorian et la rue Jaucourt est remplacé l'année suivante par un entourage à écussons,, l'édicule de sortie de la Porte de Vincennes est déposé en 1911, celui des entrées en 1933. Le modèle A de la station Rue de Reuilly est démonté en 1931, ceux de l'avenue des Champs-Élysées et de la Grande-Armée entre 1934 et 1937. Si le pavillon de la gare de la Bastille « résiste » jusqu'en 1962, ceux de l'Étoile, de part et d'autre de l'avenue de Wagram, ont disparu dès 1926. Une vingtaine de démolitions marquent encore la décennie 1960-1969.
Au tournant des années 1960, certains démontages débouchent sur des prêts et des dons à des musées publics ou institutions privées français et étrangers : le Museum of Modern Art de New York reçoit par exemple le portique du métro Raspail et le Musée national d'Art moderne de Paris l'entourage de la station Montparnasse. Les différentes pièces stockées par la RATP ne sont pas censées être vendues mais, indépendamment des prêts ponctuels pour des expositions, des cartouches ou écussons, voire des entourages complets, ont pu quand même se retrouver sur le marché et dans des collections privées.

#### Conservation et restauration
Au cours des années 1960 est progressivement protégé puis restauré l'ensemble du parc des ouvrages Guimard encore en place.

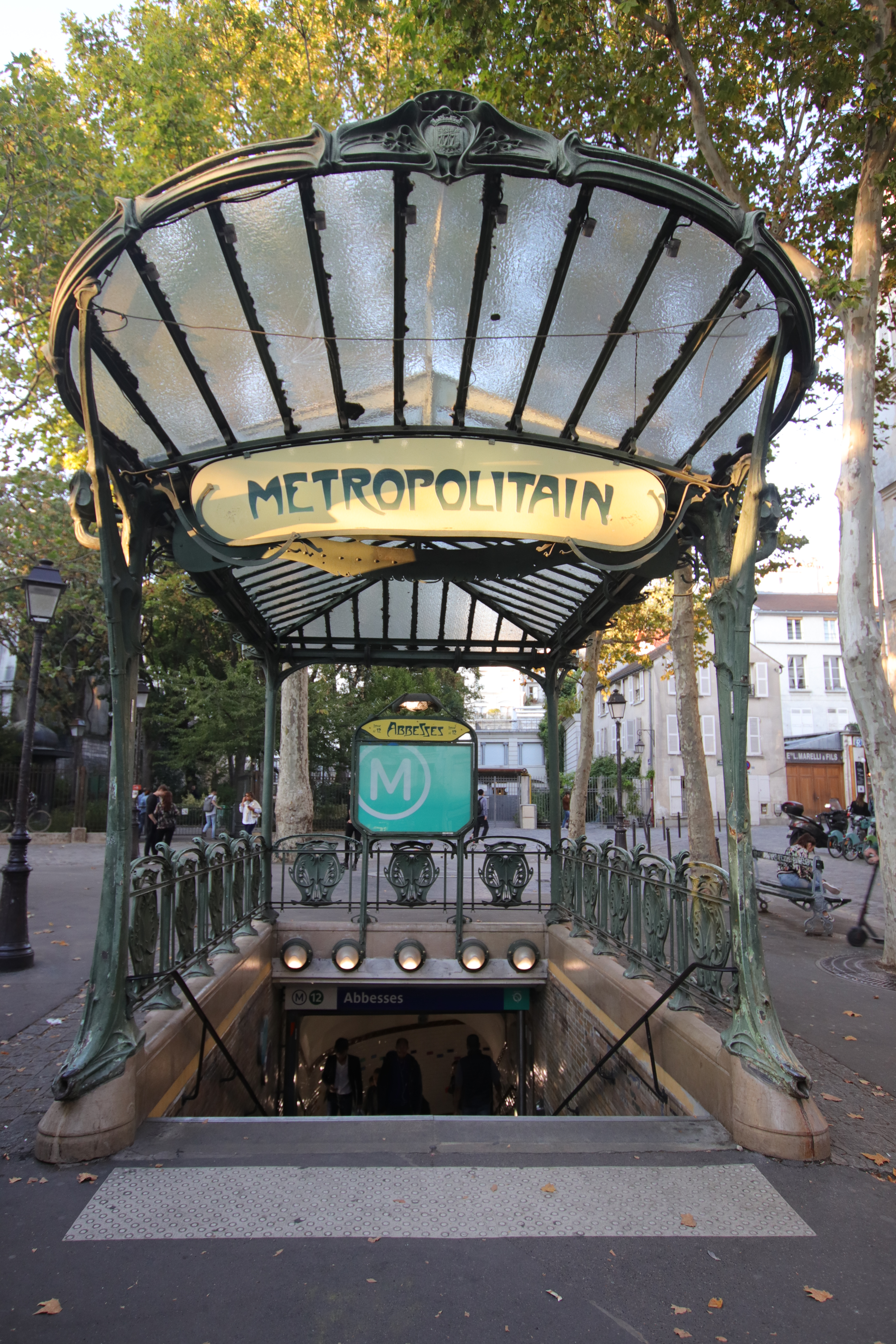
L'édicule A à claire-voie de la station Abbesses.

Il semble que la Commission du Vieux Paris ait songé dès 1938 à faire inscrire sur l'Inventaire supplémentaire des monuments historiques le Castel Béranger et l'une des stations de métro Guimard. Quoi qu'il en soit, la préfecture est tenue informée du programme de démontage. À la fin de l'année 1960, son Service des beaux-arts et de l'architecture demande que soient préservées les entrées qui lui paraissent les mieux intégrées au paysage urbain environnant, soit les édicules des stations Porte Dauphine, Hôtel de Ville et Nation (qui sera pourtant déposé), ainsi que l'entourage de la station Botzaris et tous ceux de la ligne 2 entre Anvers et Dauphine. Alors que les suppressions continuent jusqu'en 1969, des voix s'élèvent nombreuses en faveur de la protection de ces chefs-d'œuvre de l'Art nouveau. Un arrêté pris le 27 juillet 1965 par le ministère de la culture inscrit à l'Inventaire des monuments historiques les accès aux stations Porte Dauphine, Ternes, Pigalle, Château d'Eau, Hôtel de Ville, Cité et Tuileries. Mais ce n'est que le 29 mai 1978, sous le ministère de Michel d'Ornano, que les 86 ouvrages alors recensés sur les 167 créés par Guimard sont protégés au titre des monuments historiques,, inscription renouvelée le 12 février 2016 lorsqu'est ajouté l'entourage de la place de la Nation oublié précédemment,.

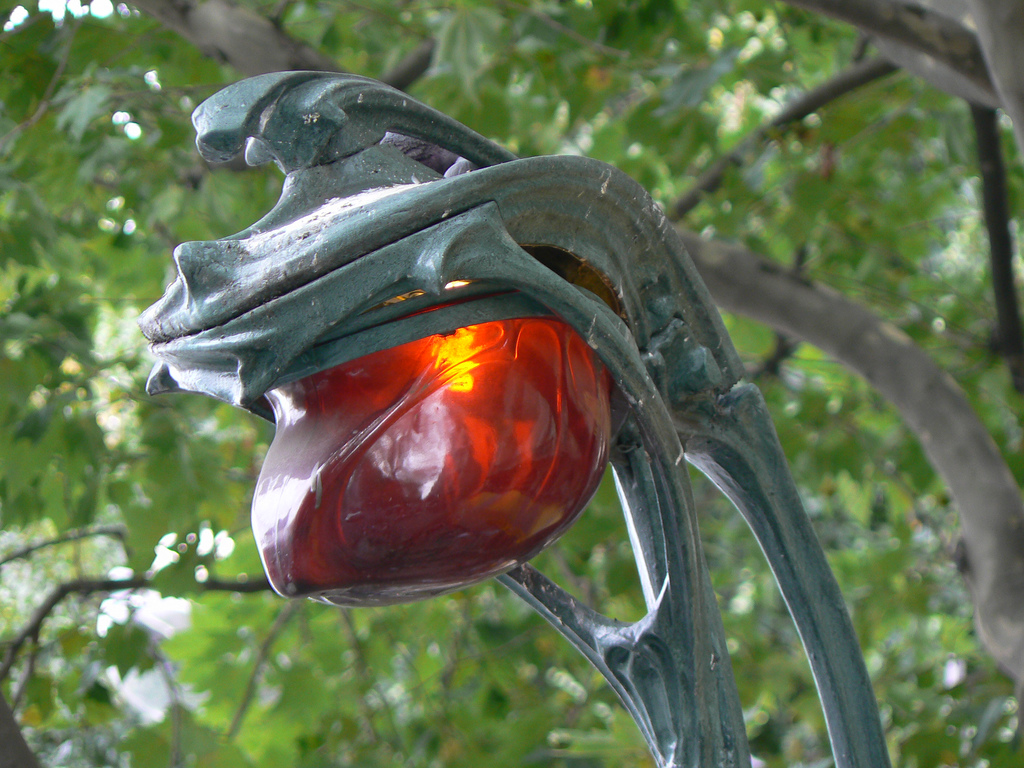
Verrine actuelle imitant l'original.

La RATP lance en 1976 un programme de maintenance portant sur les peintures, les fontes, les verrines, les enseignes, ce qui n'empêche pas certains portiques de continuer à se fragiliser, au point que trois d'entre eux sont déposés en 1993 par sécurité. Les premières tentatives de rénovation n'ayant guère été concluantes, la Régie décide à l'approche du centenaire de l'inauguration du métro de Paris d'augmenter son budget et de collaborer plus étroitement avec les architectes des Monuments historiques et des Bâtiments de France. La campagne validée en 1998 doit durer quatre ans, d'autant que l'option choisie est une restauration à l'identique, qui ne va pas sans poser des problèmes techniques. Les inscriptions des plaques de tôle émaillée sont, elles, redessinées par un graphiste, David Poullard, qui opte pour une police de caractères inspirée de celle de Guimard mais unique et ajustable à tous les formats. En 2003, la rénovation d'un entourage offert en 1967 à la ville de Montréal pour sa station Square Victoria révèle que les « brins de muguet » y portaient toujours leurs verrines d'origine : le musée des beaux-arts de Montréal en conserve une et restitue l'autre à la RATP.

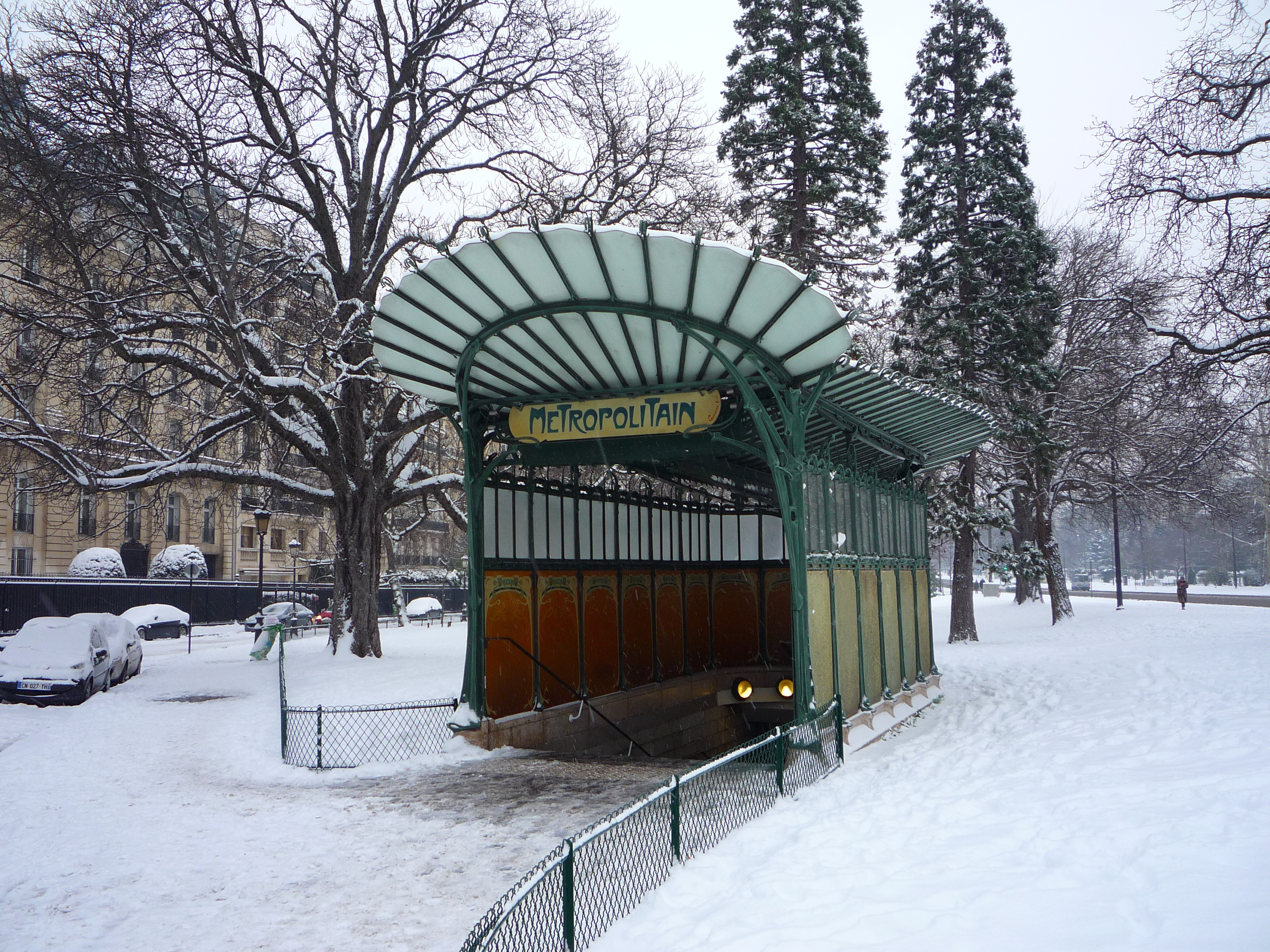
L'édicule B de la Porte Dauphine.

En définitive, de tous les accès au métro conçus par Hector Guimard, il ne reste des édicules de type A que le modèle à claire-voie installé en 1900 à l'Hôtel de Ville (accès de la rue de Lobau) et déplacé en 1974, à cause de la construction d'un parking, à la station Abbesses, sur la ligne 12. Le seul édicule B d'origine est celui de la Porte Dauphine, restauré en 1999 et devenu l'un des monuments de la capitale ; la version allégée de la place Sainte-Opportune, qui offre un accès secondaire à la station Châtelet (lignes 1, 4, 7, 11, 14), est la reconstitution, effectuée en 2000, de l'exemplaire édifié initialement Gare de Lyon,. Enfin, à la demande de certains riverains désireux de retrouver dans leur quartier un entourage Guimard disparu, a été réalisée une étude d'où il ressort que 18 accès, répartis sur 15 sites, pourraient à terme en recevoir un.
En 2021, lors d'une vente d'objets en ligne organisée par la RATP du 26 novembre au 3 décembre et baptisée « Métro Rétro », une plaque émaillée Métropolitain « style Guimard », proposée aux enchères à 400 euros, part à 10 200 euros, ce qui en fait le lot le plus cher, avec le plus gros écart entre mise à prix et adjudication.

#### Le métro Guimard dans l'art et l'imaginaire
Affranchies de références historiques et même figuratives, les constructions d'Hector Guimard pour le métro peuvent séduire, inquiéter, défier l'interprétation.
Ses entrées de métro, et notamment les toitures et marquises des édicules ou des pavillons, ont pu influencer l'architecture de quelques édifices publics ou privés avant et même après la Première Guerre mondiale (un édicule de tramway à Caen, une villa construite près de Nancy par Lucien Weissenburger).

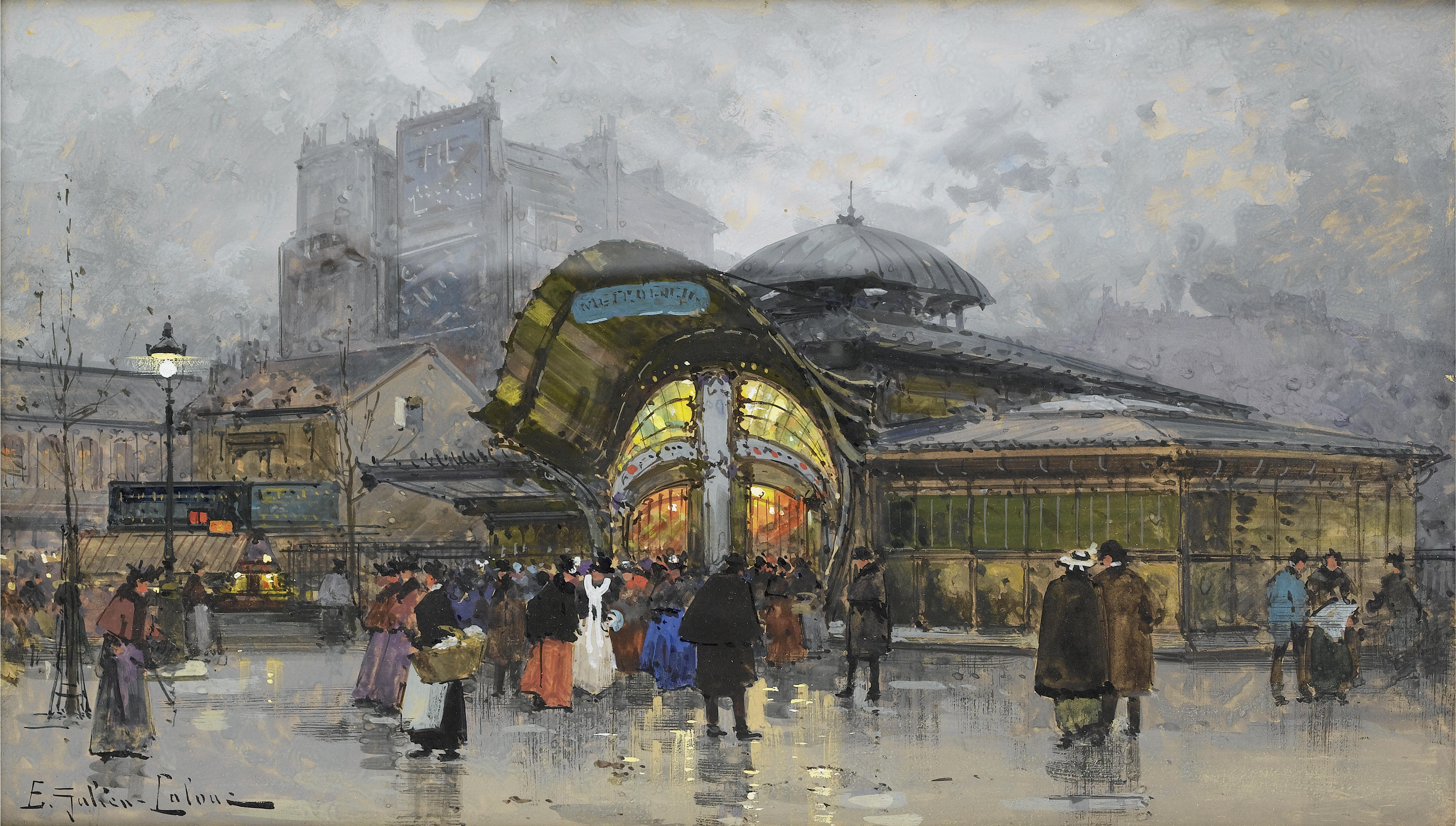
E. Galien-Laloue, Paris, la station de métro Bastille (vers 1900-1910).

De même apparaissent-elles en tant qu'élément désormais indissociables du décor parisien chez des peintres ou illustrateurs comme Eugène Galien-Laloue ou André Devambez, ainsi que, bien plus tard, sur certaines planches de bandes dessinées, chez Jacques Tardi (Les Aventures extraordinaires d'Adèle Blanc-Sec), Enki Bilal (La Ville qui n'existait pas) ou encore François Boucq (Les Dents du recoin). Si prendre le métro (en grève) est un rêve déçu pour l'héroïne de Zazie dans le métro, l'adaptation du roman de Raymond Queneau par Louis Malle en 1960 permet au spectateur d'apercevoir le pavillon de la Bastille peu avant sa démolition. Le cinéma offre bien des séquences où sont visibles les accès Guimard aux stations du métro ; Henri-Georges Clouzot en fait même pour le héros du Salaire de la peur (joué par Yves Montand) « une icône du paradis perdu » : déraciné en Amérique du Sud, il a en effet dessiné sur le mur de sa chambre un portique Guimard plus grand que la Tour Eiffel.
Les créations de l'architecte-décorateur pour le métro de Paris sont propres à éveiller l'imagination et le fantasme, analyse Frédéric Decouturelle. Au-delà du végétal, il semble avoir puisé ses formes dans le règne animal : libellule mais aussi raie manta pour les toitures des édicules B, têtes d'hippocampes à l'extrémité des arceaux, papillons ou carapaces de scarabées sur les écussons, corps, tête et pattes de mante religieuse en haut des candélabres… Certains éléments peuvent faire penser à des os humains (fémur pour les potelets des entourages, tibia et péroné pour le cerclage des marquises), voire, s'agissant des candélabres et de leurs globes lumineux, à quelque chose de phallique ou au contraire aux trompes de Fallope chez la femme,. Conscients ou non d'un lien psychanalytique entre oralité et sexualité, un Salvador Dalí ou un Léon-Paul Fargue s'amusaient déjà de l'aspect dévorateur des « bouches » du métro.
Quoi qu'il en soit, aux yeux d'un public reconquis par les sinuosités de l'Art nouveau dont les portiques Guimard sont précisément devenus un des symboles les plus fameux, les entrées du métro parisien — marquant par ailleurs un jalon dans le cheminement vers l'abstraction — évoquent selon le mot de George Vigne « ce moment délicieusement désuet que fut la Belle Époque ».

## Entrées de métro Guimard préservées

### À Paris
Un entourage à écussons avec portique signale, au 189 quai de Bercy, l'entrée de la Maison de la RATP, qui veille désormais au maintien du parc des ouvrages Guimard donnant accès à des stations.
| Station                        | Arrdt. | Adresse                                                                               | Référence            | Coordonnées                 | Image |
| ------------------------------ | ------ | ------------------------------------------------------------------------------------- | -------------------- | --------------------------- | --- |
| Châtelet                       | 1er    | Rue de Rivoli Rue des Lavandières-Sainte-Opportune                                    | Notice no PA00085986 | 48° 51′ 33″ N, 2° 20′ 46″ E | Photographie en couleurs d'une bouche de métro, avec ferrures vert de gris et perspective diagonale d'une rue se prolongeant vers le côté droit de l'image |
| Étienne Marcel                 | 1er    | 14, rue de Turbigo                                                                    | Notice no PA00085987 | 48° 51′ 49″ N, 2° 20′ 56″ E | Photographie en couleurs d'une bouche de métro, avec portique en fer frogé très large et perspective diagonale d'une rue se prolongeant vers le fond de l'image |
| Louvre - Rivoli                | 1er    | Rue de l'Amiral-de-Coligny Rue de Rivoli                                              | Notice no PA00085988 | 48° 51′ 38″ N, 2° 20′ 27″ E | Photographie en couleurs d'une bouche de métro avec portique en fer forgé et des vélos accrochés devant. |
| Palais-Royal - Musée du Louvre | 1er    | Place du Palais-Royal                                                                 | Notice no PA00085989 | 48° 51′ 45″ N, 2° 20′ 12″ E | Photographie en couleur et en plein jour d'une bouche de métro dont les candélabres diffusent leur lumière rouge, de même qu'est illuminée la façade de l'hôtel derrière tandis que des voitures circulent à gauche de l'image                                        |
| Palais-Royal - Musée du Louvre | 1er    | Place du Palais-Royal                                                                 | Notice no PA00085989 | 48° 51′ 46″ N, 2° 20′ 11″ E | Photographie d'une bouche de métro d'où sortent deux hommes, avec au premier plan une bicyclette ancienne de couleur noire, pourvue d'une étiquette difficilement déchiffrable                                                                                        |
| Palais-Royal - Musée du Louvre | 1er    | Rue de Rivoli                                                                         | Notice no PA00085989 | 48° 51′ 45″ N, 2° 20′ 08″ E | Photo d'une bouche de métro sans portique ni éléments de signalétique, d'où ne sort personne, avec en arrière-plan trois bicyclettes dont deux attachées aux rambardes et une jeune femme vêtue de noir, portant lunettes de même couleur et manipulant son téléphone |
| Tuileries                      | 1er    | Rue de Rivoli                                                                         | Notice no PA00085990 | 48° 51′ 51″ N, 2° 19′ 48″ E | Photographie en couleur d'un plan du réseau cerclé de ferronnerie et d'un panneau marqué "métropolitain" fixé le long d'une grille de jardin public |
| Tuileries                      | 1er    | Rue de Rivoli                                                                         | Notice no PA00085990 | 48° 51′ 51″ N, 2° 19′ 49″ E | Photographie en couleur d'une bouche de métro sans portique et déserte |
| Quatre-Septembre               | 2e     | Rue du Quatre-Septembre Rue de Choiseul                                               | Notice no PA00086085 | 48° 52′ 10″ N, 2° 20′ 12″ E | Photo en couleurs sur fond d'immeubles de rapport parisiens d'une bouche de métro flanquée derrière d'un kiosque à journaux et sur le côté de deux boîtes à lettres jaunes taguées                                                                                    |
| Réaumur - Sébastopol           | 2e     | 63, 65, rue Réaumur                                                                   | Notice no PA00086086 | 48° 52′ 00″ N, 2° 21′ 02″ E | Photo en couleurs d'un entourage à cartouches de fonte ajourés posé sur le trottoir séparant une rue et une contre-allée |
| Réaumur - Sébastopol           | 2e     | 63, 65, rue Réaumur                                                                   | Notice no PA00086086 | 48° 52′ 00″ N, 2° 21′ 02″ E | Photo en couleurs d'un entourage à cartouches ajouré vu du côté carré opposé à l'escalier et dont le socle en pierre s'orne de quelques tags |
| Réaumur - Sébastopol           | 2e     | 28, rue de Palestro                                                                   | Notice no PA00086086 | 48° 51′ 59″ N, 2° 21′ 08″ E | |
| Réaumur - Sébastopol           | 2e     | 28, rue de Palestro                                                                   | Notice no PA00086086 | 48° 52′ 00″ N, 2° 21′ 08″ E | Vue en perspective se prolongeant vers le haut d'une bouche de métro, avec contraste entre le gris vert des ferronneries et le vert émeraude intense d'une poubelle placée dans le prolongement des escaliers.                                                        |
| Sentier                        | 2e     | 87, rue Réaumur                                                                       | Notice no PA00086087 | 48° 52′ 00″ N, 2° 21′ 02″ E | |
| Temple                         | 3e     | Rue du Temple Rue de Turbigo                                                          | Notice no PA00086229 | 48° 52′ 00″ N, 2° 21′ 42″ E | |
| Cité                           | 4e     | Place Louis-Lépine                                                                    | Notice no PA00086471 | 48° 51′ 20″ N, 2° 20′ 51″ E | |
| Cité                           | 4e     | Place Louis-Lépine                                                                    | Notice no PA00086471 | 48° 51′ 19″ N, 2° 20′ 50″ E | |
| Saint-Michel                   | 5e     | Boulevard Saint-Michel (entre quai Saint-Michel et rue de la Huchette)                | Notice no PA00088479 | 48° 51′ 13″ N, 2° 20′ 40″ E | |
| Saint-Michel                   | 5e     | Boulevard Saint-Michel (entre rue de la Huchette et rue Saint-Séverin)                | Notice no PA00088479 | 48° 51′ 12″ N, 2° 20′ 39″ E | |
| Saint-Michel                   | 6e     | Place Saint-André-des-Arts                                                            | Notice no PA00088648 | 48° 51′ 11″ N, 2° 20′ 35″ E | |
| Europe                         | 8e     | Rue de Madrid                                                                         | Notice no PA00088871 | 48° 52′ 44″ N, 2° 19′ 22″ E | |
| Saint-Lazare                   | 8e     | Rue de Rome Rue de l'Arcade                                                           | Notice no PA00088872 | 48° 52′ 29″ N, 2° 19′ 29″ E | |
| Cadet                          | 9e     | 65, rue La Fayette 17, rue Cadet                                                      | Notice no PA00088991 | 48° 52′ 34″ N, 2° 20′ 39″ E | Photographie d'une bouche de métro avec trois femmes au premier plan, une image publicitaire pour les Folies Bergères sous le nom de la station et une devanture à l'enseigne d'une célèbre chaîne de Hamburgers à l'arrière-plan                                     |
| Opéra                          | 9e     | Rue Auber Rue Scribe                                                                  | Notice no PA00088992 | 48° 52′ 18″ N, 2° 19′ 50″ E | |
| Château d'Eau                  | 10e    | 49-51, boulevard de Strasbourg                                                        | Notice no PA00086508 | 48° 52′ 21″ N, 2° 21′ 21″ E | |
| Château d'Eau                  | 10e    | 49-51, boulevard de Strasbourg                                                        | Notice no PA00086508 | 48° 52′ 21″ N, 2° 21′ 21″ E | |
| Colonel Fabien                 | 10e    | Place du Colonel-Fabien                                                               | Notice no PA00086509 | 48° 52′ 39″ N, 2° 22′ 15″ E | |
| Gare du Nord                   | 10e    | 9, boulevard de Denain                                                                | Notice no PA00086510 | 48° 52′ 47″ N, 2° 21′ 16″ E | |
| Gare du Nord                   | 10e    | 2, boulevard de Denain 129, Rue La Fayette                                            | Notice no PA00086510 | 48° 52′ 43″ N, 2° 21′ 15″ E | |
| Gare du Nord                   | 10e    | 12, boulevard de Denain                                                               | Notice no PA00086510 | 48° 52′ 47″ N, 2° 21′ 17″ E | Photographie d'une bouche de métro occupant le bas de l'image, tandis que le haut de l'image montre deux allégories féminines de villes allemandes, Berlin et Cologne, surmontées de feuilles de platane se détachant sur fond de ciel blanc.                         |
| Louis Blanc                    | 10e    | 221, rue La Fayette 223, rue du Faubourg-Saint-Martin                                 | Notice no PA00086511 | 48° 52′ 53″ N, 2° 21′ 55″ E | Photographie d'une bouche de métro d'où sortent, au premier plan deux hommes portant des chemises à manches courtes, un troisième se tenant debout sur les premières marche et téléphonant.                                                                           |
| République                     | 10e    | Place de la République au débouché du boulevard de Magenta                            | Notice no PA00086550 | 48° 52′ 06″ N, 2° 21′ 47″ E | |
| Bréguet - Sabin                | 11e    | 23, boulevard Richard-Lenoir                                                          | Notice no PA00086545 | 48° 51′ 24″ N, 2° 22′ 14″ E | |
| Bréguet - Sabin                | 11e    | 9, boulevard Richard-Lenoir                                                           | Notice no PA00086545 | 48° 51′ 20″ N, 2° 22′ 12″ E | |
| Couronnes                      | 11e    | Boulevard de Belleville                                                               | Notice no PA00086546 | 48° 52′ 09″ N, 2° 22′ 49″ E | |
| Ménilmontant                   | 11e    | Boulevard de Ménilmontant                                                             | Notice no PA00086547 | 48° 52′ 00″ N, 2° 23′ 00″ E | |
| Parmentier                     | 11e    | 88 bis, avenue Parmentier                                                             | Notice no PA00086548 | 48° 51′ 56″ N, 2° 22′ 28″ E | |
| Père Lachaise                  | 11e    | Boulevard de Ménilmontant                                                             | Notice no PA00086549 | 48° 51′ 46″ N, 2° 23′ 15″ E | |
| Père Lachaise                  | 11e    | 103, avenue de la République                                                          | Notice no PA00086549 | 48° 51′ 48″ N, 2° 23′ 09″ E | |
| Richard-Lenoir                 | 11e    | 65, boulevard Richard-Lenoir                                                          | Notice no PA00086551 | 48° 51′ 52″ N, 2° 22′ 43″ E | |
| Rue Saint-Maur                 | 11e    | 74, avenue de la République                                                           | Notice no PA00086552 | 48° 51′ 52″ N, 2° 22′ 43″ E | |
| Bastille                       | 12e    | Rue de Lyon, transféré boulevard Beaumarchais en 1985                                 | Notice no PA00086576 | 48° 51′ 11″ N, 2° 22′ 09″ E | |
| Daumesnil                      | 12e    | Place Félix-Éboué, terre-plein central                                                | Notice no PA00086577 | 48° 50′ 23″ N, 2° 23′ 45″ E | |
| Gare de Lyon                   | 12e    | Boulevard Diderot, côté cour SNCF                                                     | Notice no PA00086578 | 48° 50′ 44″ N, 2° 22′ 22″ E | |
| Nation                         | 12e    | Place de la Nation, côté boulevard Diderot                                            | Notice no PA00086579 | 48° 50′ 53″ N, 2° 23′ 42″ E | |
| Nation                         | 12e    | Place de la Nation, côté avenue Dorian                                                | Notice no PA00086580 | 48° 50′ 52″ N, 2° 23′ 43″ E | |
| Picpus                         | 12e    | Avenue de Saint-Mandé                                                                 | Notice no PA00086581 | 48° 50′ 43″ N, 2° 24′ 02″ E | |
| Campo-Formio                   | 13e    | Boulevard de l'Hôpital                                                                | Notice no PA00086599 | 48° 50′ 08″ N, 2° 21′ 30″ E | |
| Place d'Italie                 | 13e    | Place d'Italie                                                                        | Notice no PA00086600 | 48° 49′ 51″ N, 2° 21′ 19″ E | |
| Place d'Italie                 | 13e    | Place d'Italie                                                                        | Notice no PA00086600 | 48° 49′ 51″ N, 2° 21′ 17″ E | |
| Saint-Marcel                   | 13e    | Boulevard de l'Hôpital                                                                | Notice no PA00086601 | 48° 50′ 18″ N, 2° 21′ 39″ E | |
| Denfert-Rochereau              | 14e    | Place Denfert-Rochereau                                                               | Notice no PA00086630 | 48° 50′ 03″ N, 2° 19′ 55″ E | |
| Mouton-Duvernet                | 14e    | Avenue du Général-Leclerc                                                             | Notice no PA00086631 | 48° 49′ 54″ N, 2° 19′ 48″ E | |
| Mouton-Duvernet                | 14e    | Avenue du Général-Leclerc                                                             | Notice no PA00086631 | 48° 49′ 52″ N, 2° 19′ 46″ E | |
| Raspail                        | 14e    | Boulevard Raspail Boulevard Edgar-Quinet                                              | Notice no PA00086632 | 48° 50′ 20″ N, 2° 19′ 50″ E | |
| Pasteur                        | 15e    | Boulevard Pasteur                                                                     | Notice no PA00086657 | 48° 50′ 34″ N, 2° 18′ 46″ E | |
| Boissière                      | 16e    | Avenue Kléber                                                                         | Notice no PA00086695 | 48° 52′ 01″ N, 2° 17′ 25″ E | |
| Chardon-Lagache                | 16e    | Rue Molitor Rue Chardon-Lagache                                                       | Notice no PA00086696 | 48° 50′ 42″ N, 2° 15′ 59″ E | |
| Église d'Auteuil               | 16e    | Rue d'Auteuil Rue Chardon-Lagache                                                     | Notice no PA00086698 | 48° 50′ 51″ N, 2° 16′ 07″ E | |
| Kléber                         | 16e    | Avenue Kléber                                                                         | Notice no PA00086699 | 48° 52′ 18″ N, 2° 17′ 36″ E | |
| Kléber                         | 16e    | Avenue Kléber                                                                         | Notice no PA00086699 | 48° 52′ 18″ N, 2° 17′ 37″ E | |
| Mirabeau                       | 16e    | Rue Mirabeau                                                                          | Notice no PA00086700 | 48° 50′ 51″ N, 2° 16′ 24″ E | |
| Porte d'Auteuil                | 16e    | Boulevard de Montmorency                                                              | Notice no PA00086701 | 48° 50′ 53″ N, 2° 15′ 36″ E | |
| Porte Dauphine                 | 16e    | Avenue Foch                                                                           | Notice no PA00086697 | 48° 52′ 20″ N, 2° 16′ 37″ E | |
| Porte Dauphine                 | 16e    | Avenue Bugeaud                                                                        | Notice no PA00086697 | 48° 52′ 17″ N, 2° 16′ 36″ E | |
| Victor Hugo                    | 16e    | Place Victor-Hugo Avenue Victor-Hugo Rue Léonard-de-Vinci                             | Notice no PA00086702 | 48° 52′ 12″ N, 2° 17′ 08″ E | |
| Monceau                        | 17e    | Boulevard de Courcelles                                                               | Notice no PA00086724 | 48° 52′ 49″ N, 2° 18′ 37″ E | Photographie d'une bouche de métro aux rambardes de laquelle sont accrochés des vélos ; en arrière-plan, une longue perspective animée par une grille sombre aux pointes dorées.                                                                                      |
| Rome                           | 17e    | Boulevard des Batignolles                                                             | Notice no PA00086725 | 48° 52′ 57″ N, 2° 19′ 19″ E | |
| Ternes                         | 17e    | Place des Ternes                                                                      | Notice no PA00086726 | 48° 52′ 41″ N, 2° 17′ 55″ E | |
| Villiers                       | 17e    | Boulevard de Courcelles                                                               | Notice no PA00086727 | 48° 52′ 52″ N, 2° 18′ 54″ E | |
| Wagram                         | 17e    | Rue Brémontier Avenue de Villiers                                                     | Notice no PA00086728 | 48° 53′ 03″ N, 2° 18′ 13″ E | |
| Abbesses                       | 18e    | Place des Abbesses                                                                    | Notice no PA00086748 | 48° 53′ 04″ N, 2° 20′ 20″ E | |
| Anvers                         | 18e    | 70, boulevard de Rochechouart                                                         | Notice no PA00086749 | 48° 52′ 58″ N, 2° 20′ 38″ E | |
| Barbès - Rochechouart          | 18e    | Boulevard de Rochechouart Transféré à la station Bolivar en 1987                      | Notice no PA00086750 | 48° 53′ 02″ N, 2° 20′ 58″ E | |
| Blanche                        | 18e    | Boulevard de Clichy                                                                   | Notice no PA00086751 | 48° 53′ 01″ N, 2° 19′ 58″ E | |
| Pigalle                        | 18e    | 16, boulevard de Clichy                                                               | Notice no PA00086752 | 48° 52′ 56″ N, 2° 20′ 17″ E | |
| Place de Clichy                | 18e    | 130, boulevard de Clichy                                                              | Notice no PA00086753 | 48° 53′ 03″ N, 2° 19′ 45″ E | |
| Place de Clichy                | 18e    | Place de Clichy                                                                       | Notice no PA00086753 | 48° 53′ 01″ N, 2° 19′ 40″ E | |
| Bolivar                        | 19e    | Avenue Simon-Bolivar Anciennement à la station Barbès-Rochechouart, transféré en 1987 | Notice no PA00086750 | 48° 52′ 50″ N, 2° 22′ 30″ E | |
| Botzaris                       | 19e    | Rue Botzaris                                                                          | Notice no PA00086768 | 48° 52′ 47″ N, 2° 23′ 21″ E | |
| Crimée                         | 19e    | 185, rue de Crimée 2, rue Mathis                                                      | Notice no PA00086769 | 48° 53′ 29″ N, 2° 22′ 39″ E | |
| Jaurès                         | 19e    | 184, boulevard de la Villette                                                         | Notice no PA00086770 | 48° 52′ 54″ N, 2° 22′ 13″ E | |
| Pré-Saint-Gervais              | 19e    | Boulevard Sérurier Rue Alphonse-Aulard                                                | Notice no PA00086771 | 48° 52′ 48″ N, 2° 23′ 56″ E | |
| Alexandre Dumas                | 20e    | Boulevard de Charonne                                                                 | Notice no PA00086784 | 48° 51′ 21″ N, 2° 23′ 41″ E | |
| Avron                          | 20e    | Boulevard de Charonne                                                                 | Notice no PA00086785 | 48° 51′ 07″ N, 2° 23′ 52″ E | |
| Gambetta                       | 20e    | Place Martin-Nadaud                                                                   | Notice no PA00086786 | 48° 51′ 54″ N, 2° 23′ 54″ E | |
| Philippe Auguste               | 20e    | Boulevard de Charonne                                                                 | Notice no PA00086787 | 48° 51′ 29″ N, 2° 23′ 27″ E | |

### Dans le monde
Plusieurs capitales mondiales ont échangé des œuvres d'art contre des entrées de métro Guimard (généralement des copies).
| Ville    | Pays       | Station                      | Métro             | Année | Remarque | Image |
| -------- | ---------- | ---------------------------- | ----------------- | ----- | --- | --- |
| Chicago  | États-Unis | Station Van Buren Street     | Metra             | 2001  | La RATP reçoit en retour en 2008 l'œuvre Night and Day de Judy Ledgerwood, qu'elle installe sur la station Bir-Hakeim. | Photo couleur d'un entourage en fer forgé à écussons avec candélabres et écriteau marqué "metra" près d'un monument en pierre et sur fond de ciel bleu ciel et arbres au second plan |
| Lisbonne | Portugal   | Station Picoas               | Métro de Lisbonne | 1995  | La RATP reçoit en retour Azulejo géométrique de Manuel Cargaleiro, installée dans la station Champs-Élysées - Clemenceau. | Photo couleur dans une rue arborée d'une balustrade en fer forgé à écussons et portique vu de l'arrière, les panneaux montrant les mots "Metropolitano" et "Picoas"                  |
| Mexico   | Mexique    | Station Bellas Artès         | Métro de Mexico   | 1998  | La RATP reçoit en retour l'œuvre La Pensée et l'Âme huicholes de Santos de la Torre Santiago, qu'elle installe dans la station Palais-Royal - Musée du Louvre. | Photo couleur d'une balustrade en fer forgé avec portique complet et des gens autour                                                                                                 |
| Montréal | Canada     | Station Square-Victoria–OACI | Métro de Montréal | 1967  | Il s'agit d'un ancien entourage de la station Étoile, offert à la suite de son démantèlement à Paris. C'est le seul ouvrage original de Guimard à avoir été offert au métro d'une autre ville, tous les autres étant des copies. La RATP reçoit en retour l'œuvre La Voix lactée de Geneviève Cadieux, installée dans la station Saint-Lazare. | Photo couleur dans une rue bordé d'immeubles modernes d'une entrée d'escalier avec balustrade et portique complet en fer forgé                                                       |
| Moscou   | Russie     | Station Kievskaïa            | Métro de Moscou   | 2007  | La RATP reçoit en retour l'œuvre Ryaba la Poule d'Ivan Loubennikov, qu'elle installe dans la station Madeleine,. | Photo couleur prise de nuit devant des édifices modernes en verre d'une balustrade avec portique et luminaires comme incandescents                                                   |

Enfin, deux entourages Guimard d'origine sont visibles dans deux musées américains, tandis que le décor intérieur du casino Paris Las Vegas en comporte plusieurs reproductions grandeur nature.
| Ville      | Pays       | Musée                                                                         | Année | Remarque | Image |
| ---------- | ---------- | ----------------------------------------------------------------------------- | ----- | --- | --- |
| New York   | États-Unis | Abby Aldrich Rockefeller Sculpture Garden (en) du Museum of Modern Art (MoMA) | 1958  | Cet entourage offert par la RATP en 1958 provient de la station Raspail. | Photo couleur devant une façade moderne en verre d'un portique très large avec candélabres et écriteau posé sur le sol sans balustrade ni départ d'escalier |
| Washington | États-Unis | Sculpture Garden de la National Gallery of Art (NGA)                          | 2000  | Issu de la collection privée de Robert P. et Arlene R. Kogod qui en ont fait don en 2000 à la NGA, cet entourage a été démantelé entre 1930 et 1960 (station inconnue). Il a été installé dans ce jardin en 2003 après avoir été prêté dans le cadre de l'exposition Art Nouveau, 1890-1914 qui s'est tenue au Victoria and Albert Museum à Londres (6 avril-30 juillet 2000), à la NGA (8 octobre 2000-28 janvier 2001) et au Musée d'Art métropolitain de Tokyo (21 avril-8 juillet 2001). | Photo couleur d'une balustrade en fer forgé devant des arbres, avec candélabres et écriteau mais sans escalier, entourant quelques banc de square           |

### Bibliographie

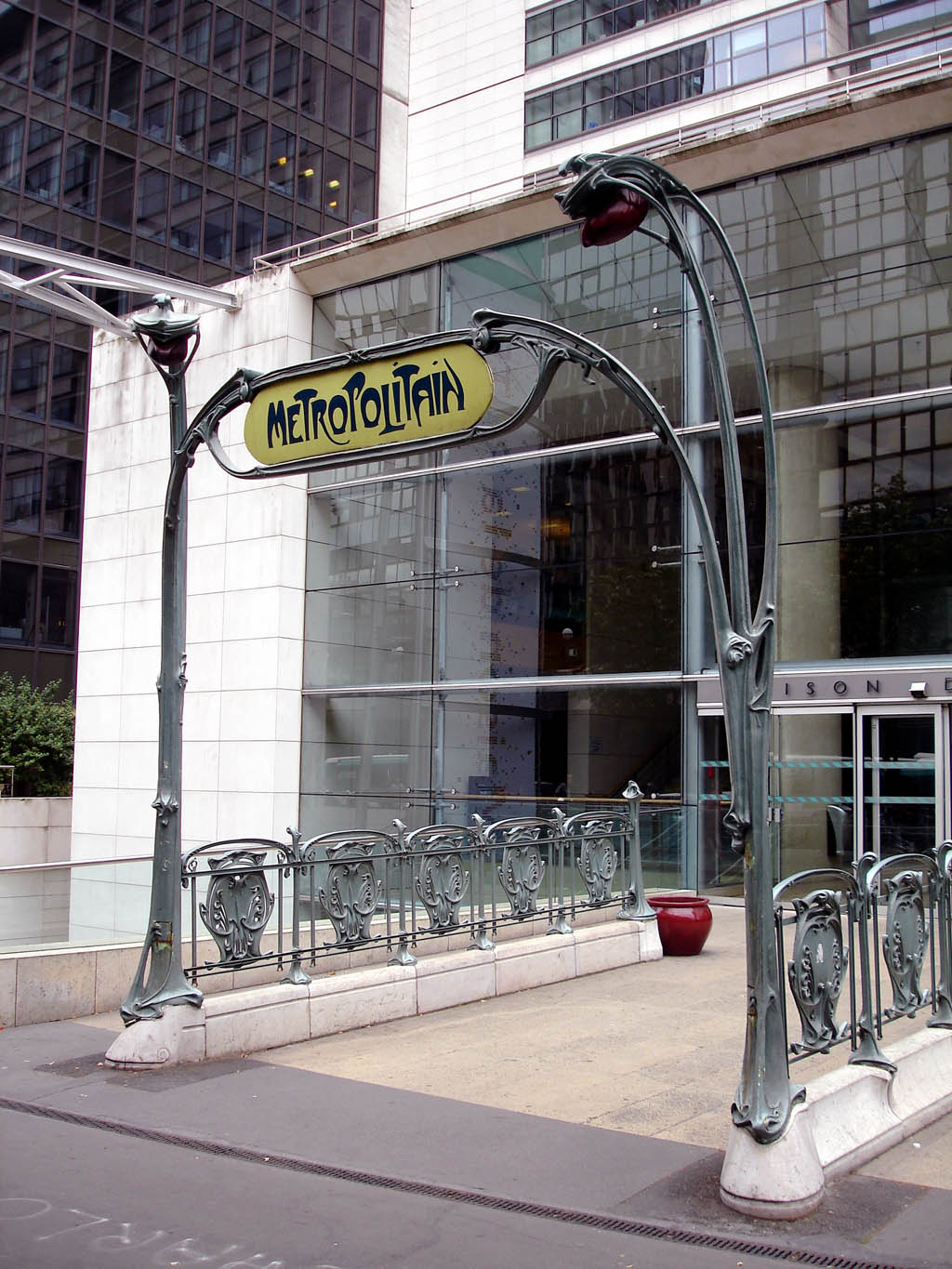
Entourage Guimard devant la Maison de la RATP.